# Mănăstirea Cerneți

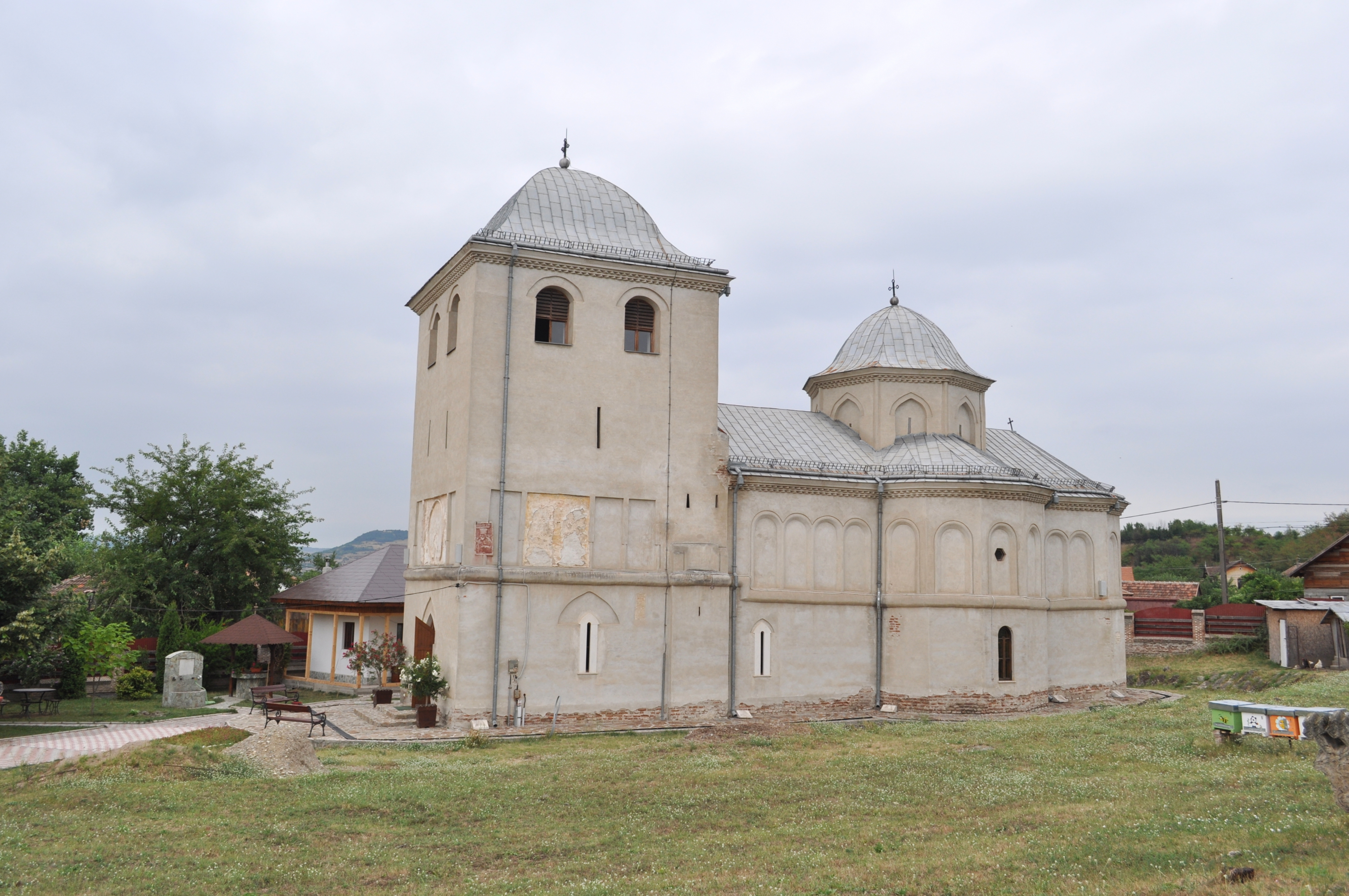
Biserica „Sfânta Treime” a mănăstirii Cerneți (monument istoric)

Mănăstirea Cerneți este un așezământ monahal aflat în localitatea cu același nume din județul Mehedinți, în imediata apropiere a municipiului Drobeta Turnu-Severin, la o distanță de doar trei kilometri. Biserica mănăstirii Cerneți, având hramul „Sfânta Treime”, figurează pe noua listă a monumentelor istorice sub codul LMI:  MH-II-a-A-10283.

## Așezarea

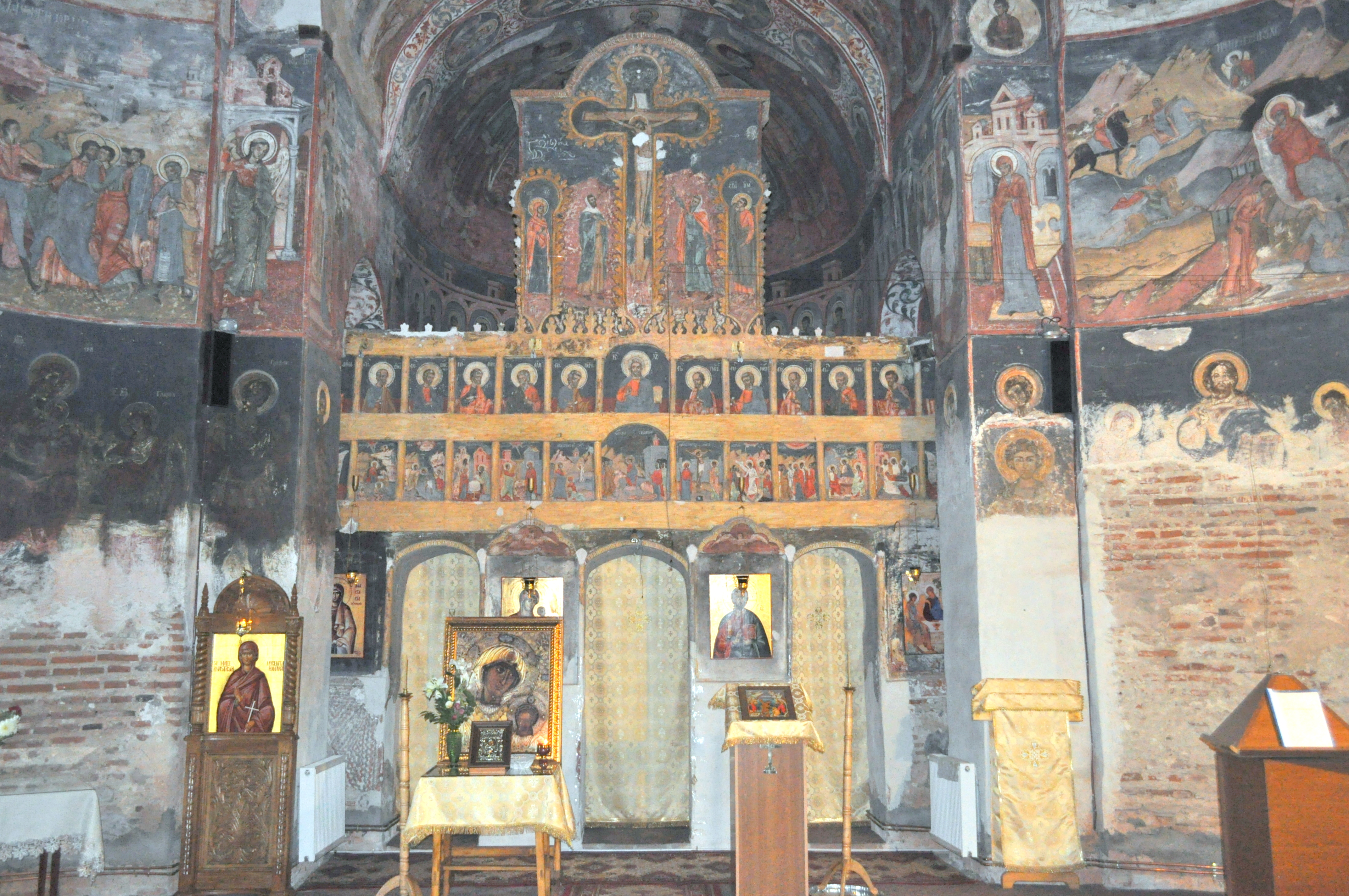
Catapeteasma

Prima mențiune a acestei localități este din 27 august 1571; pentru o vreme a fost centrul politico-administrativ al județului Mehedinți, devenită târg, apoi oraș, până în jurul anului 1833, când a pierdut acest statut, iar localitatea a început să decadă. Importanța deosebită pe care a avut-o în secolele al XVIII-lea și al XIX-lea este reliefată și de faptul că localitatea avea trei biserici, una dintre acestea - Sfânta Treime - fiind mânăstire.

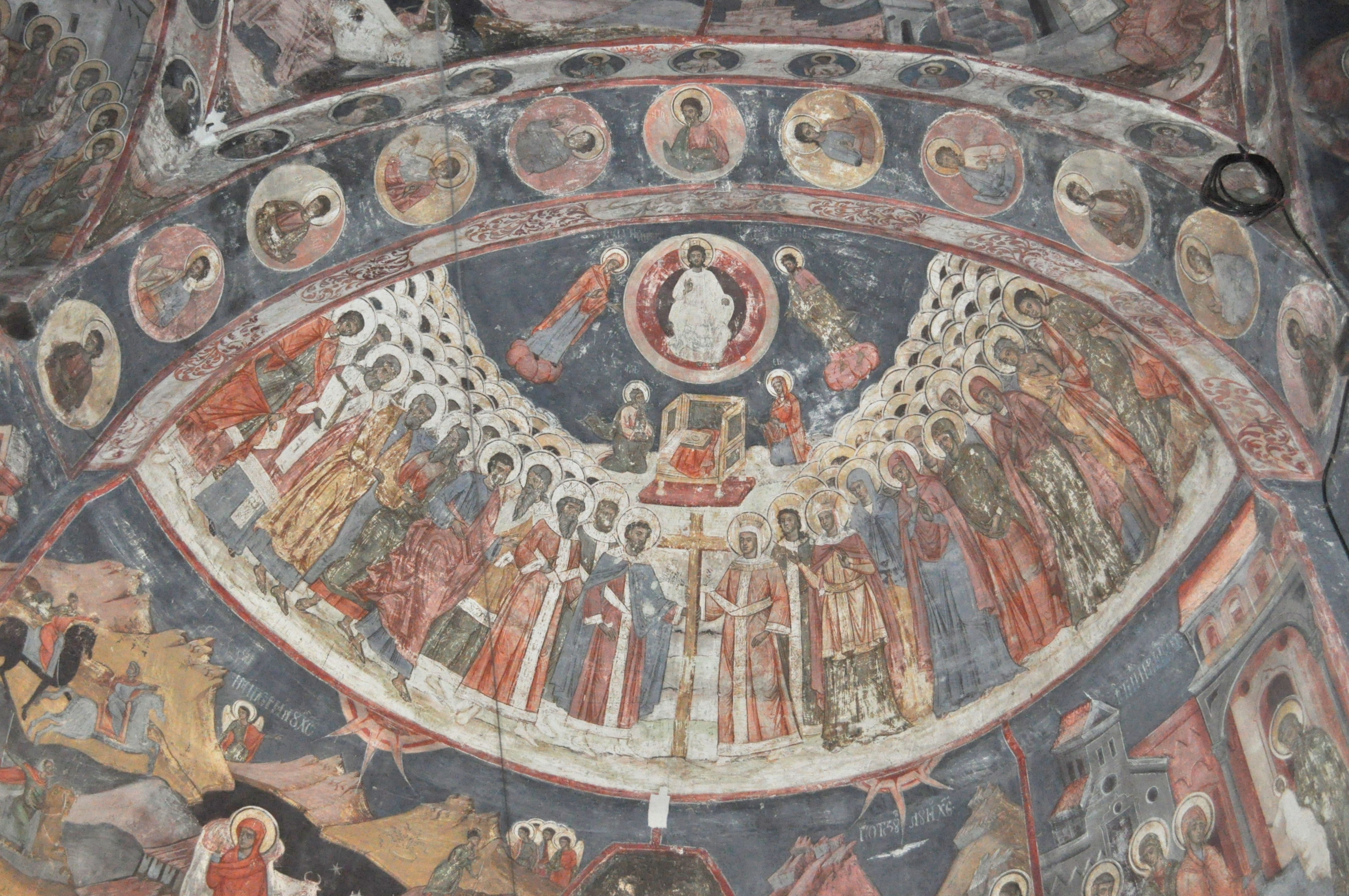
Pictura interioară: Sfinţii împăraţi Constantin şi Elena

Multă vreme, satul Cerneți a fost pricină de neînțelegeri. Boierii din neamul Buzescu, mănăstirile Govora, Tismana și Cozia au reclamat dreptul lor asupra satului. În vreme ce egumenii și boierii își căutau dreptatea la scaunul Craiovei, domnitorul Mihnea Vodă (1658-1659) a început la Cerneți zidirea unei mănăstiri. Lucrarea a fost continuată și isprăvită de Grigore Ghica (1660-1664), care a miluit-o și cu „puțintică vamă a Cernețului”.

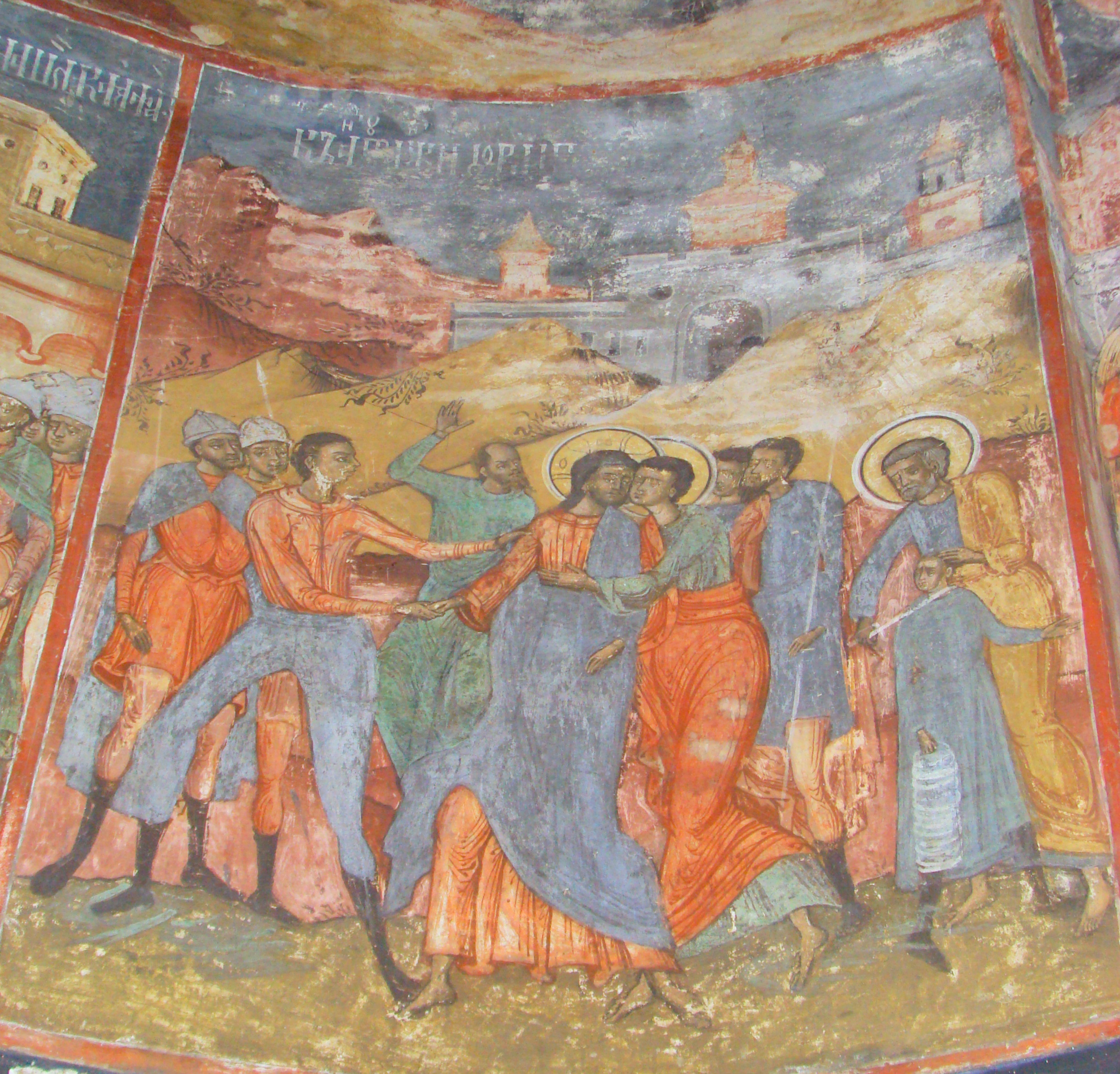
Pictura interioară, ciclul hristologic: Prinderea lui Iisus

În vremea domnitorului Radu Leon (1664-1669), „Căpitănia” existentă la Cerneți contesta drepturile mănăstirii de a încasa veniturile rânduite de Grigore Ghica. Situația a fost îndreptată în timpul lui Duca Vodă (1674-1678), încasarea „vămii căpitănești” fiind lăsată din nou mănăstirii. Sub Șerban Cantacuzino, litigiul a reapărut. Mănăstirile Tismana (al cărei metoc era Mănăstirea Cerneți) și Govora, prin egumenii Nicodim și Paisie, revendicau drepturile asupra satului Cerneți înaintea domnitorului. Disputa dintre cele două mânăstiri continuă și pe timpul domnitorului Constantin Brâncoveanu și, mai mult, și mănăstirea Cozia, care stăpânea moșiile din apropierea Cernețului (Curila, Gârdanul, Miclăușești și Cârnea), încerca „să se bage peste moșiile Cernețul, Malovețul și Medvejdea”.

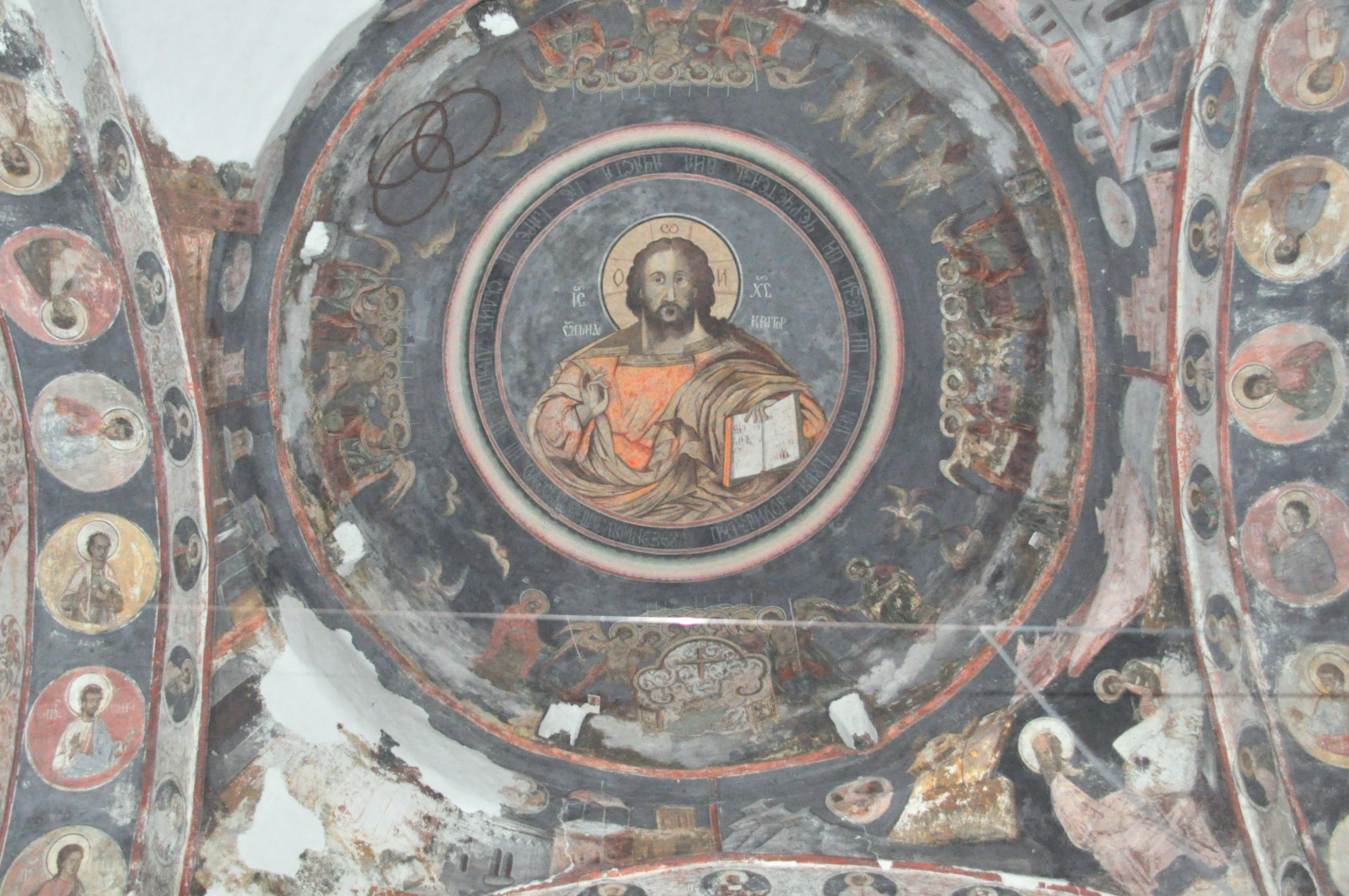
Cupola naosului: Pantocrator

La 22 octombrie 1702, disputa dintre cele trei mânăstiri ia sfârșit, ajungâdu-se la o înțelegere. La 30 martie 1714, Ștefan Cantacuzino confirmă mănăstirii Tismana moșiile Batoți și Balta Verde pentru ceea ce trebuia să aibă în Cerneți. La 25 mai 1714, același domnitor „volnicește” pe egumenul de la Tismana „să scoată pe popa Stoica de la biserica domnească din Cerneți”, metohul mănăstirii, deoarece „el, ca un om tare de cap ce iaste, nu va să se supue ascultării și nici venitul nu-l dă”.

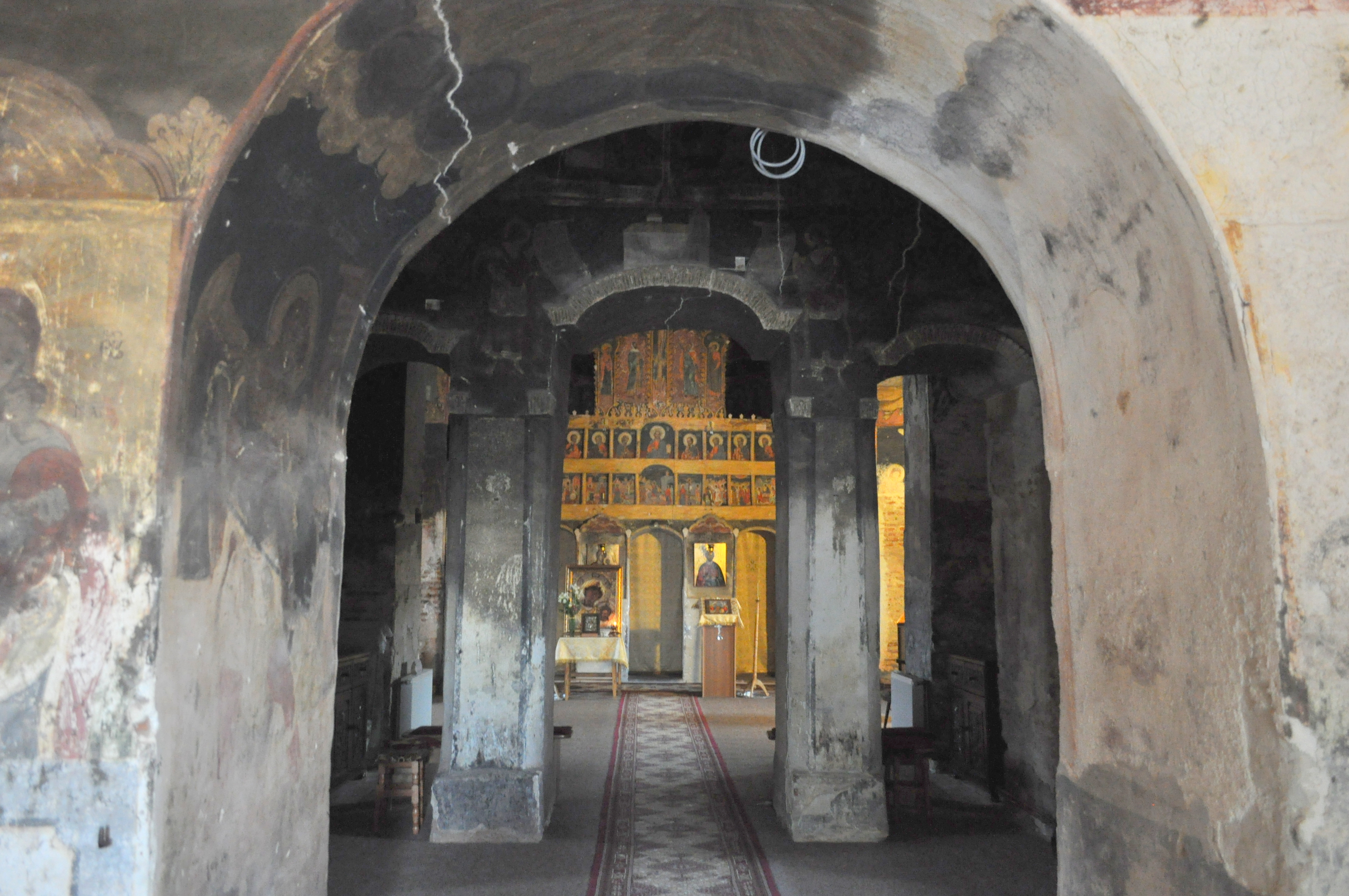
Nava spre iconostas

## Istoric și trăsături
Biserica veche a mănăstirii a fost construită în anul 1662 de Grigore Ghica voievod, cu transformări ulterioare între anii 1784-1794. Biserica era fortificată, având un turn clopotniță înalt si masiv, ziduri groase si ferestre de tragere înguste, permițând apărarea din interior. Din ansamblul fostei mănăstiri, se mai păstrează urme din ruinele chiliilor și zidului de incintă. 

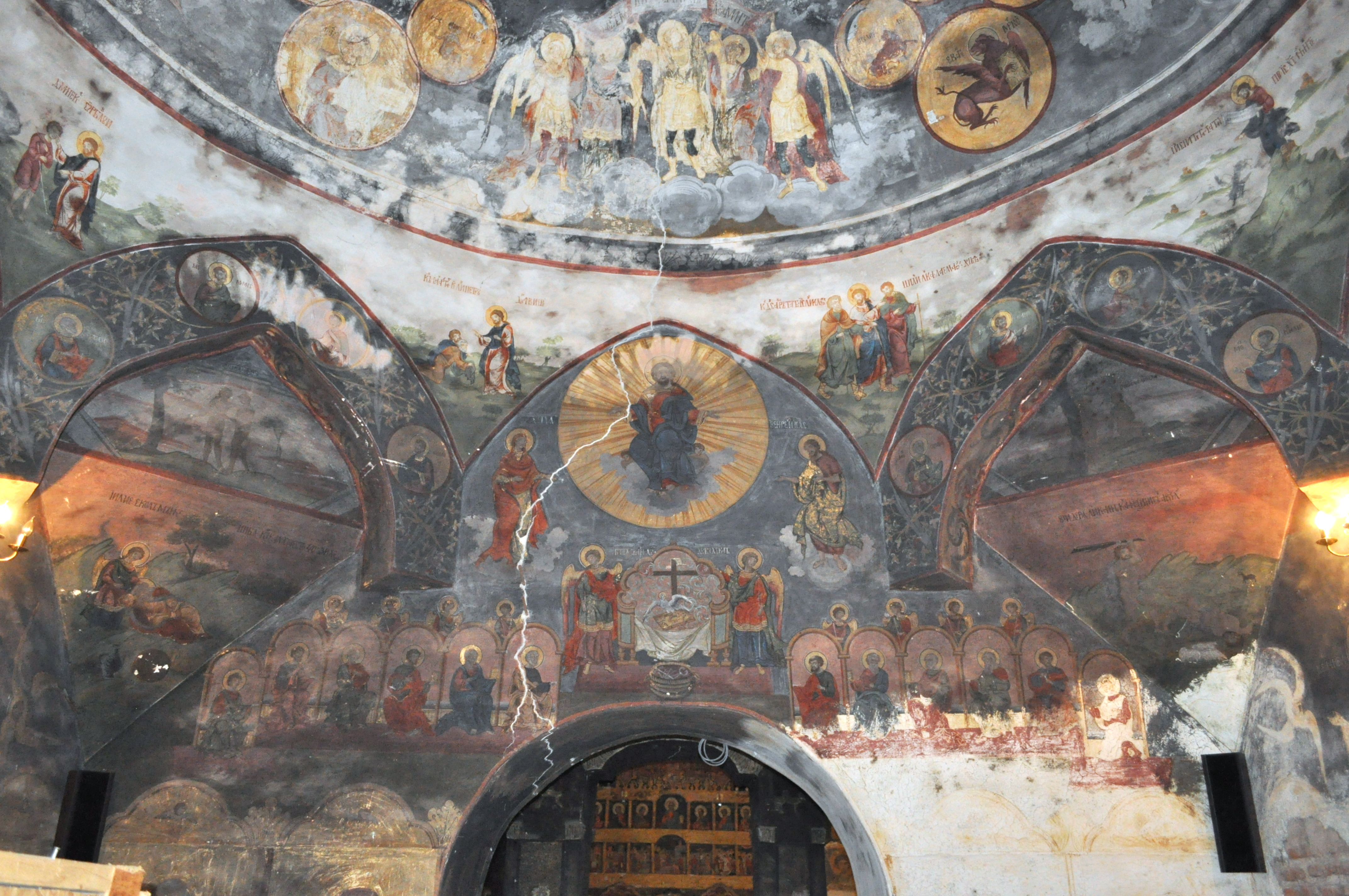
Arcele care susţin sistemul de boltire

Mănăstirea Cerneți este cunoscută în istorie și ca așezământ episcopal, atestată ca așezare monahală de călugări, iar ca ultim monah viețuitor este pomenit protosinghelul Ghenadie, plecat la Domnul în anul 1837. Ulterior slujbele în biserica mănăstirii au fost oficiate o de preotul paroh, iar în anul 1970, a fost trecută în patrimoniul muzeului Porțile de Fier, moment în care obiectele de cult au fost duse în depozitul muzeului. 
Pisania bisericii, aflată în pronaos, are următorul cuprins: „Această sfântă și dumnezeiască biserică unde se cinstește și se prăznuiește hramul nedespărțitei Sfinte Troițe, s-a început din temelie de vejnicul întru pomenire D(o)mnul nostru Io Ghica Voievod și s-au săvârșit de Înălțatul D(o)mnului nostru Io Grigore Ghica Voevod la leatu 7171, iar acum în zilele preainălțatului nostru Domn Io Grigorie Dimitrie Voevod, s-au infrumusețatu și s-au zugrăvitu cu cheltuiala bisericii, episcop fiind iubitorul de H(risto)s părintele nostru Neofitu, iar egumen alu Sfintei Monastiri Tizemni Neofit, în anul mântuirii 1827 august; epitrop și ostenitoriu au fost Ștefan Jian la această impodobire”.

## Situația actuală și starea de conservare
Mănăstirea din satul Cerneți, cu hramul „Sfânta Treime" și „Cuvioasa Mare Muceniță Anastasia Romana”, a fost reactivată ca mănăstire de maici în urma ședinței de lucru a Consiliului Eparhial al Episcopiei Severinului și Strehaiei, din data 16 decembrie 2004. Stareța mănăstirii este Monahia Murgilă Grigoria . Biserica veche a mănăstirii este într-o stare avansată de degradare, necesitând lucrări urgente de consolidare și restaurarea picturii interioare.

## Vezi și
- Cerneți, Mehedinți
- Biserica Sf. Nicolae din Cerneți
- Biserica „Sfântul Ioan Botezătorul” din Cerneți

## Imagini din exterior

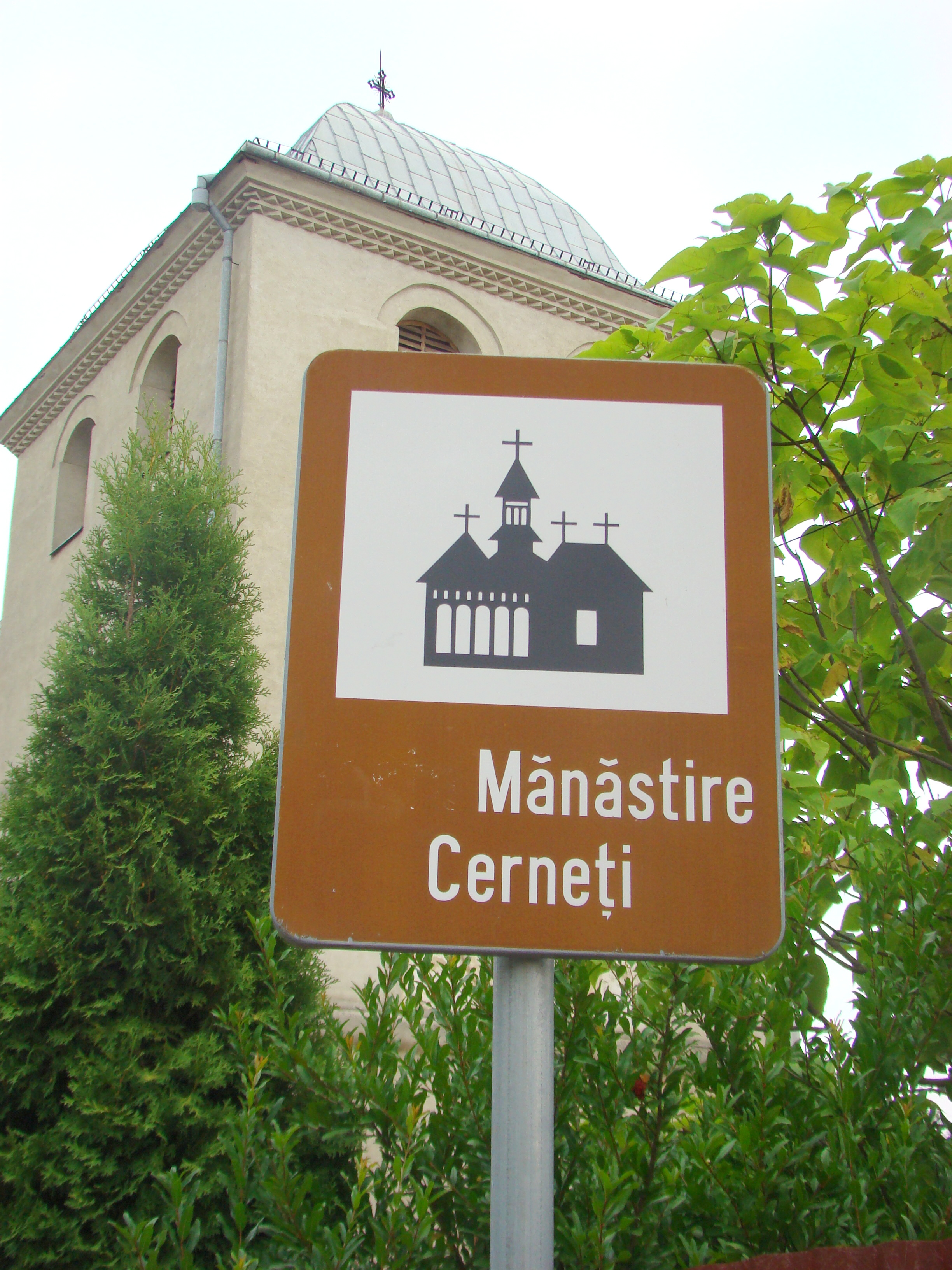
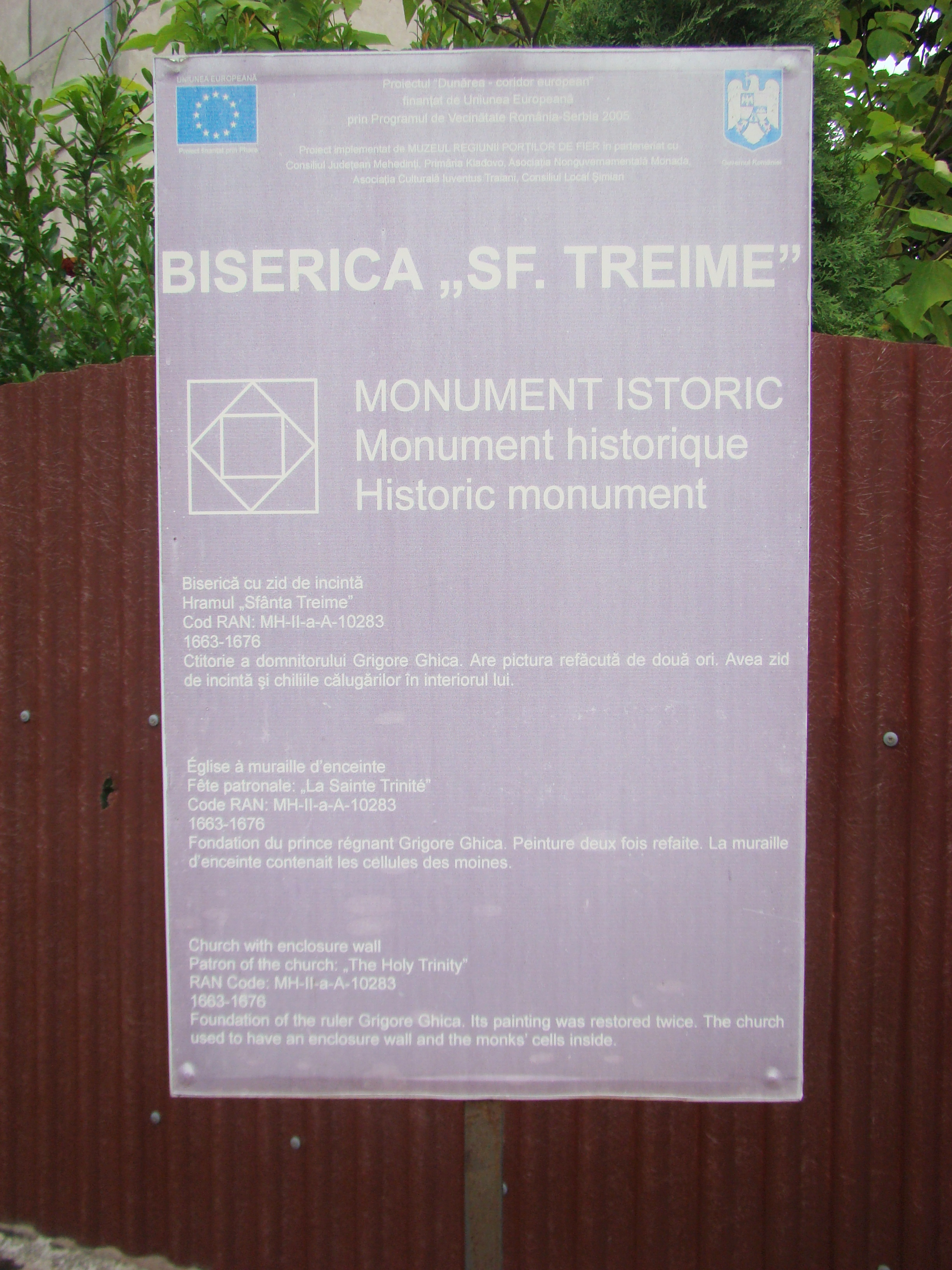
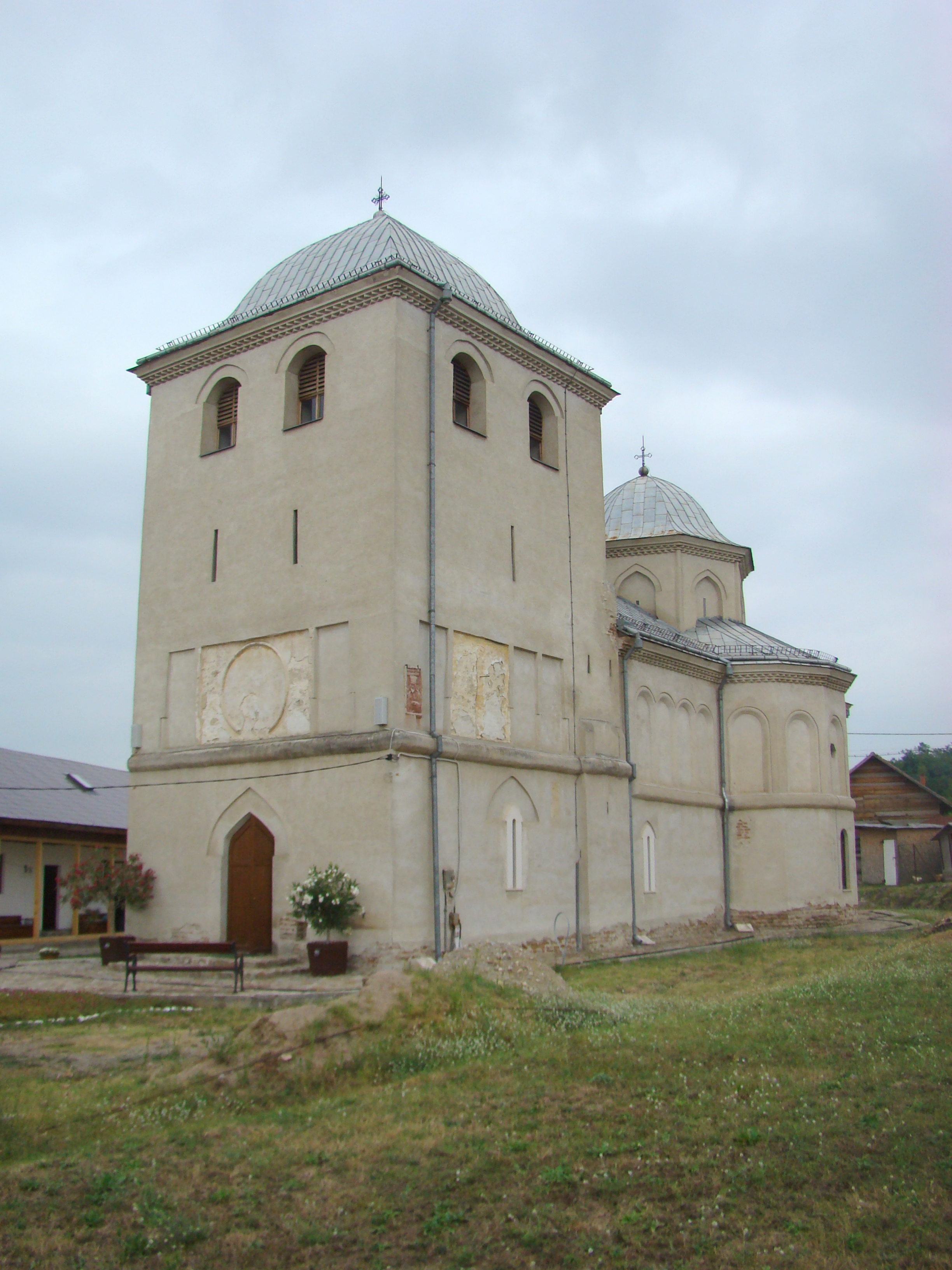
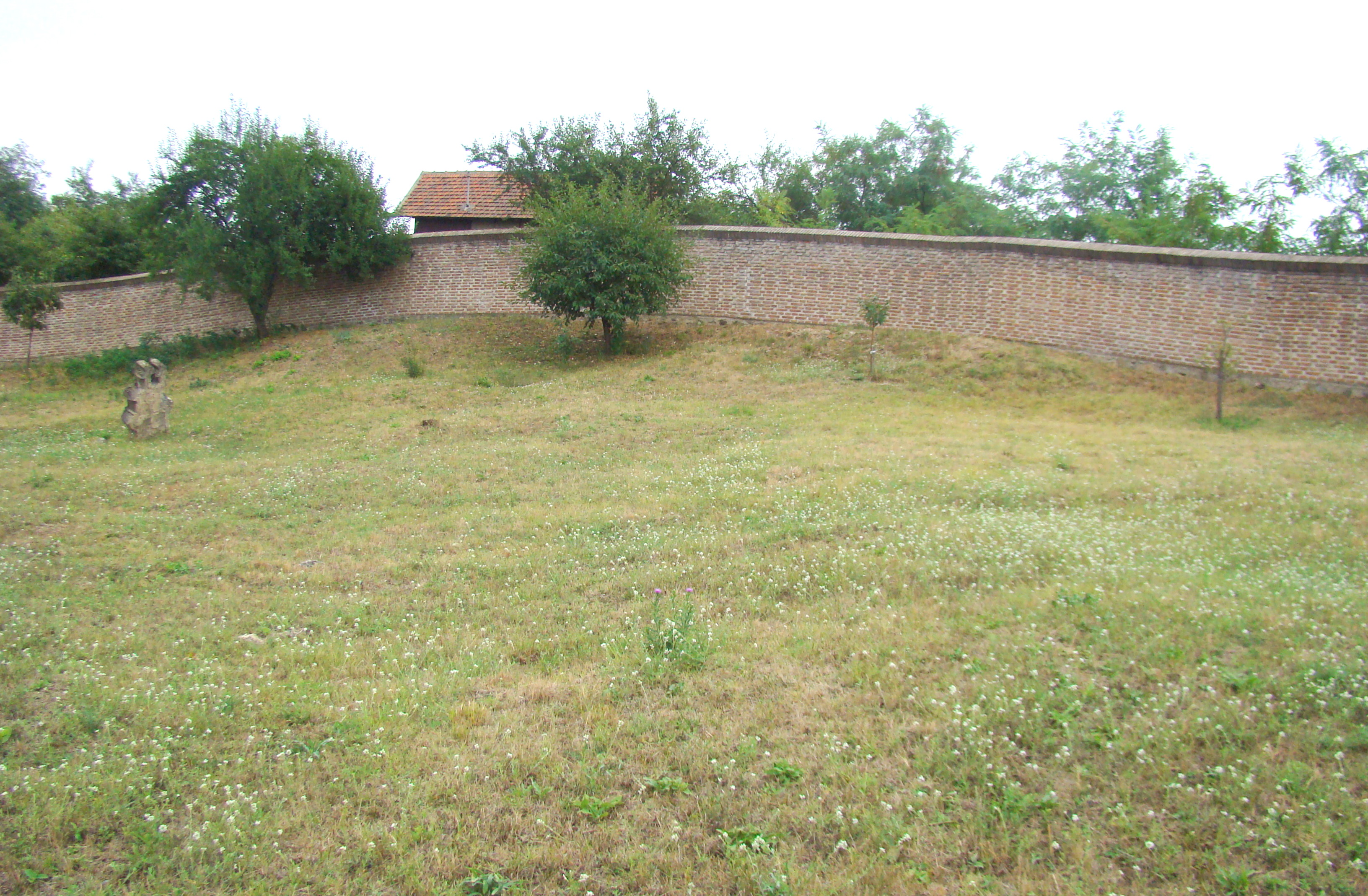
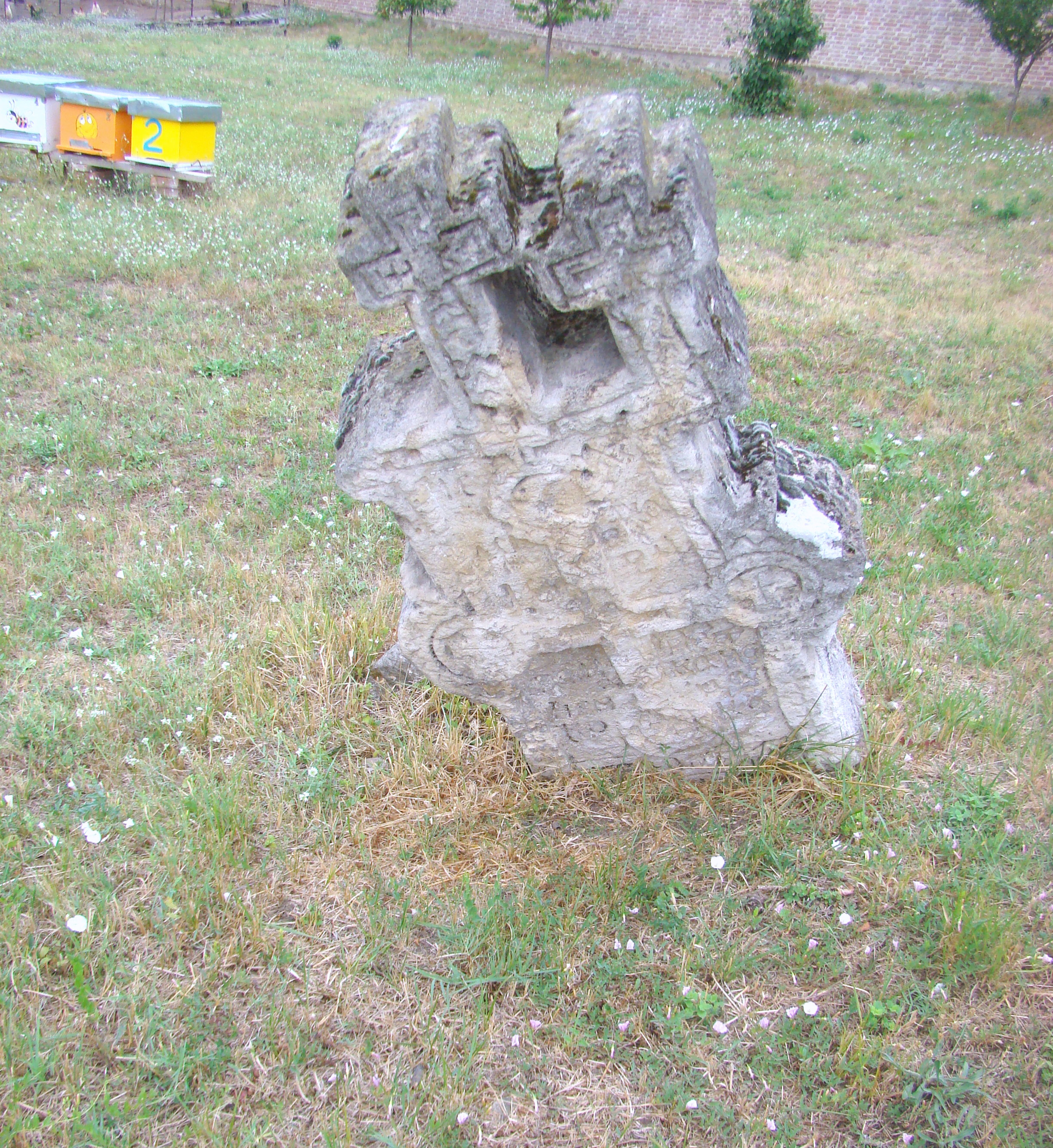
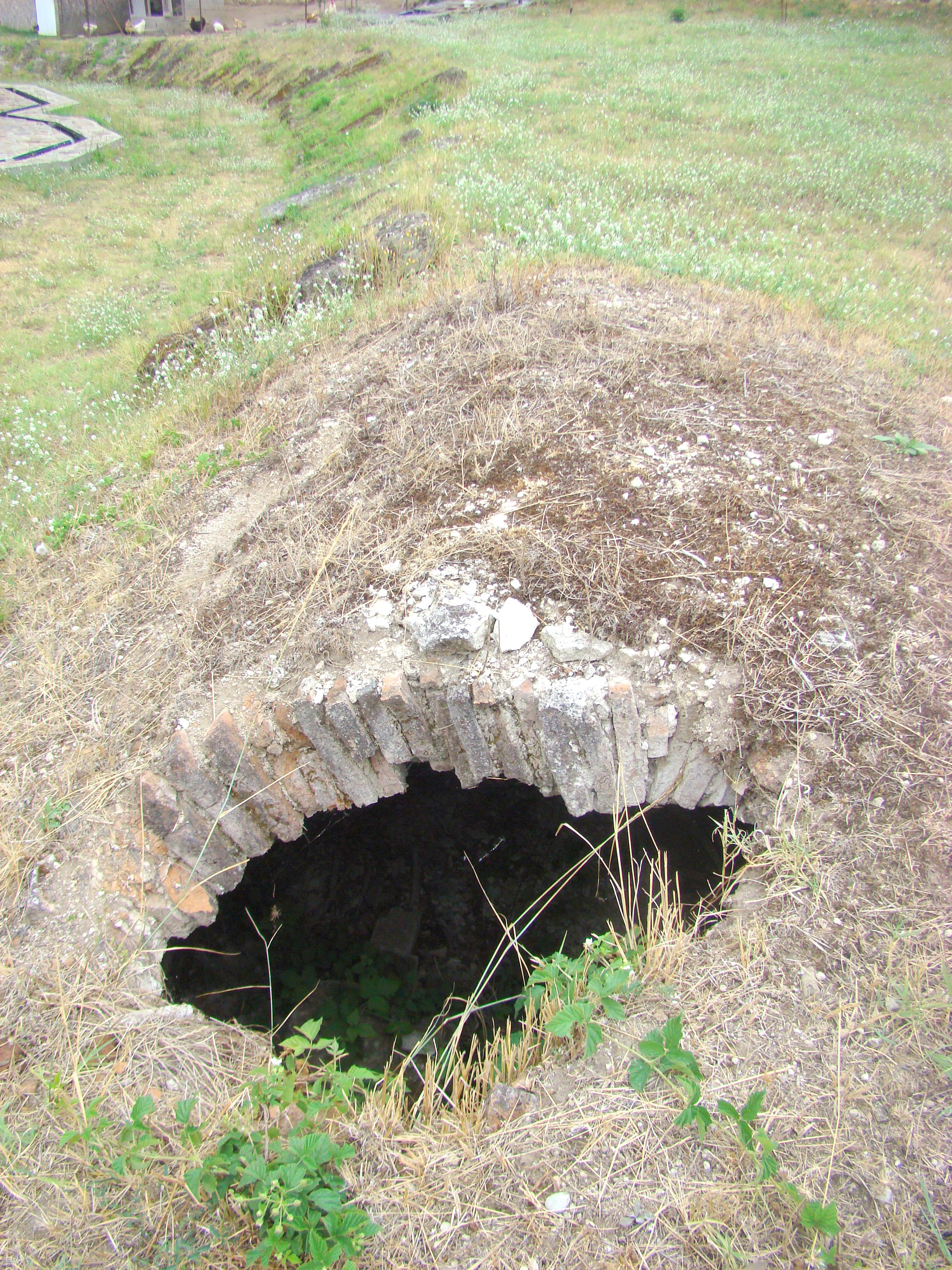
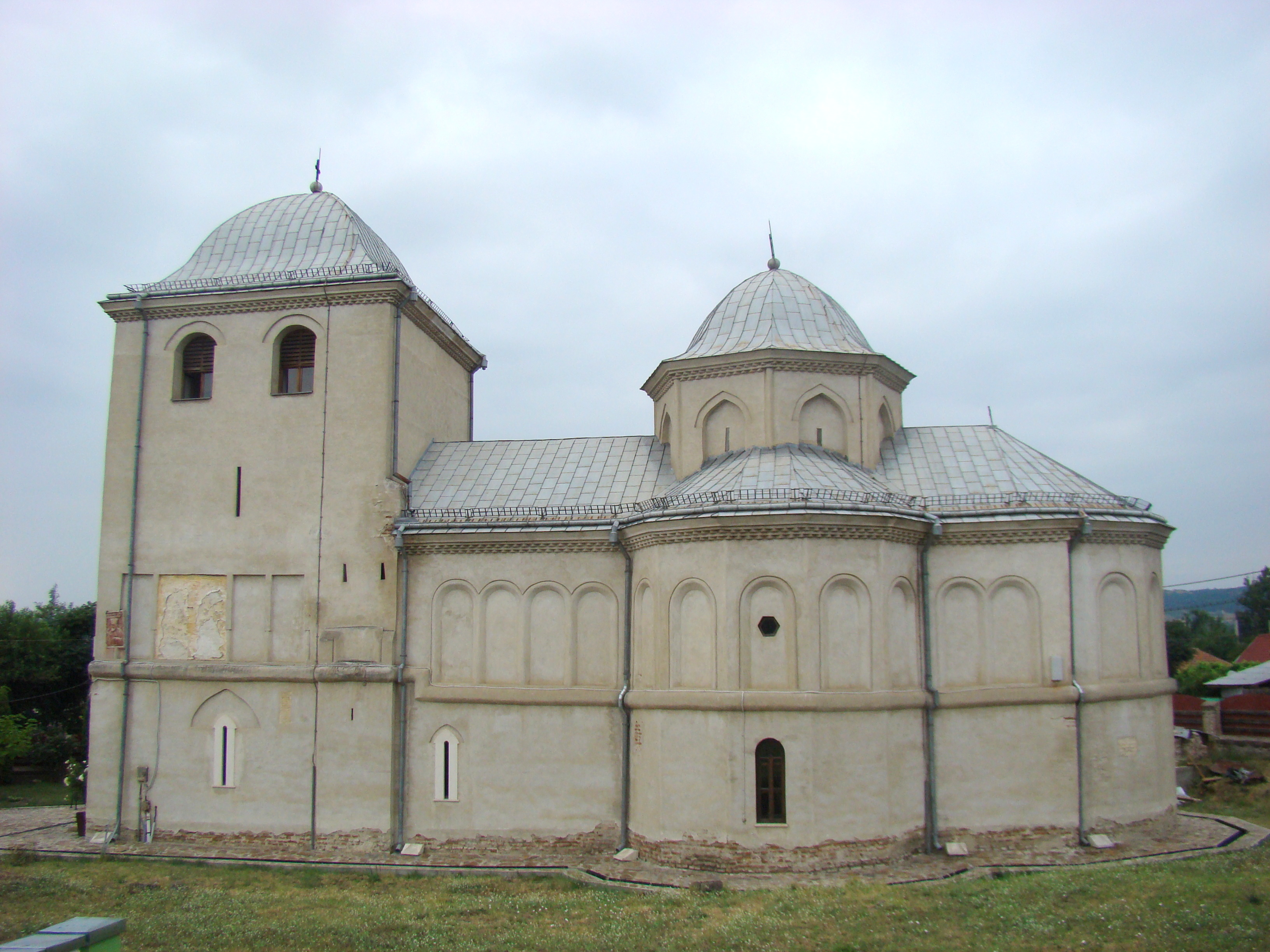
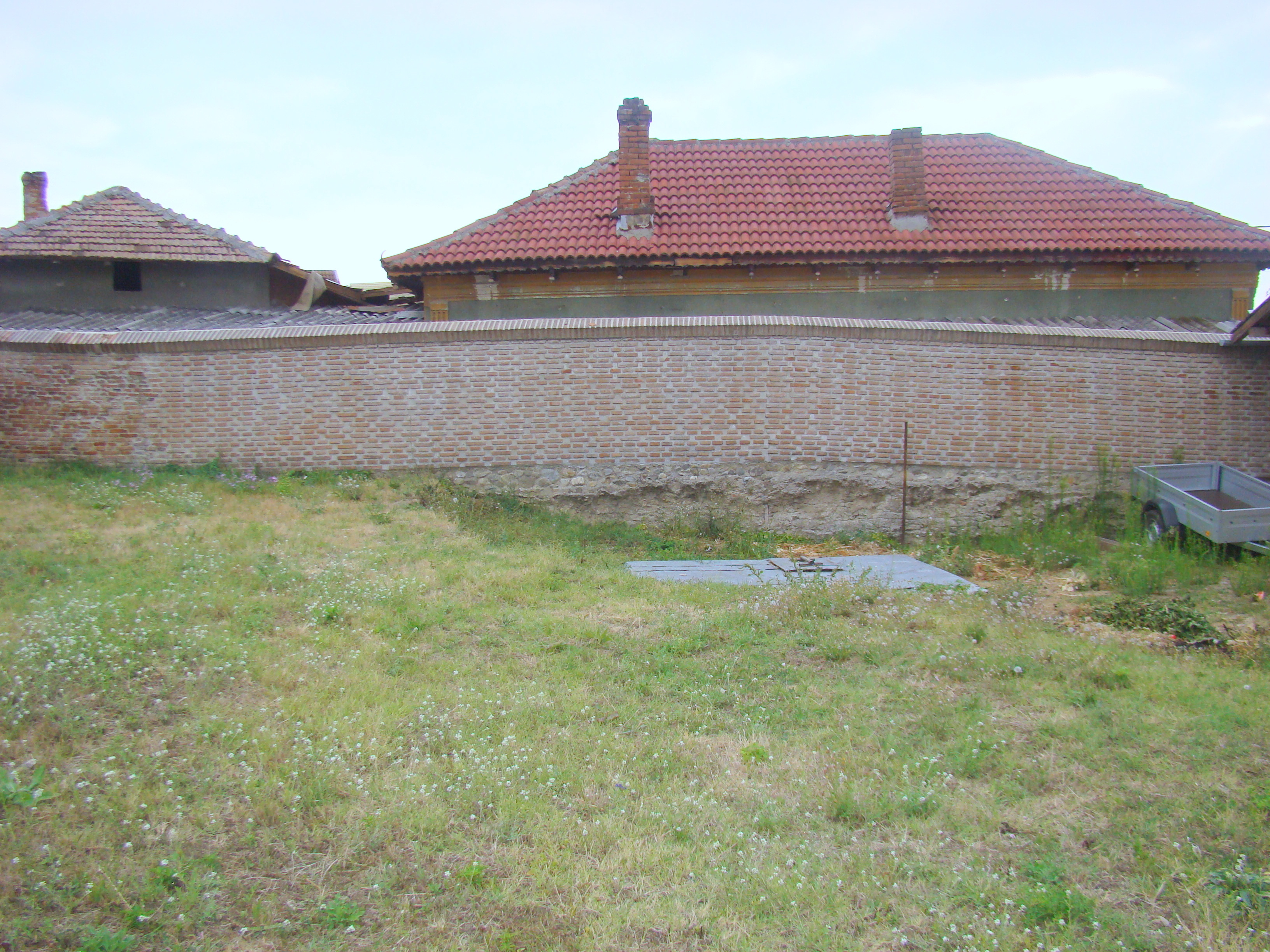
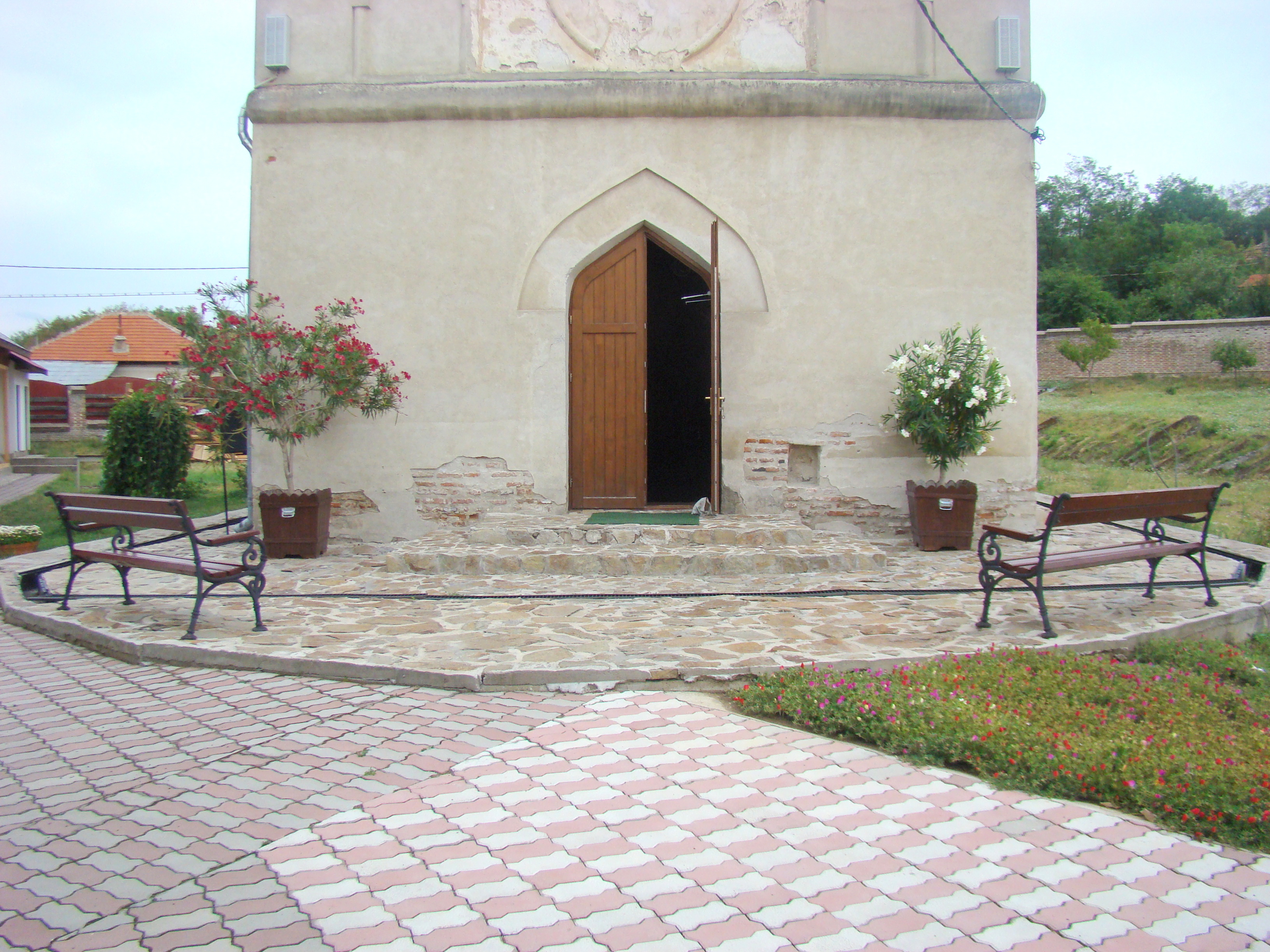
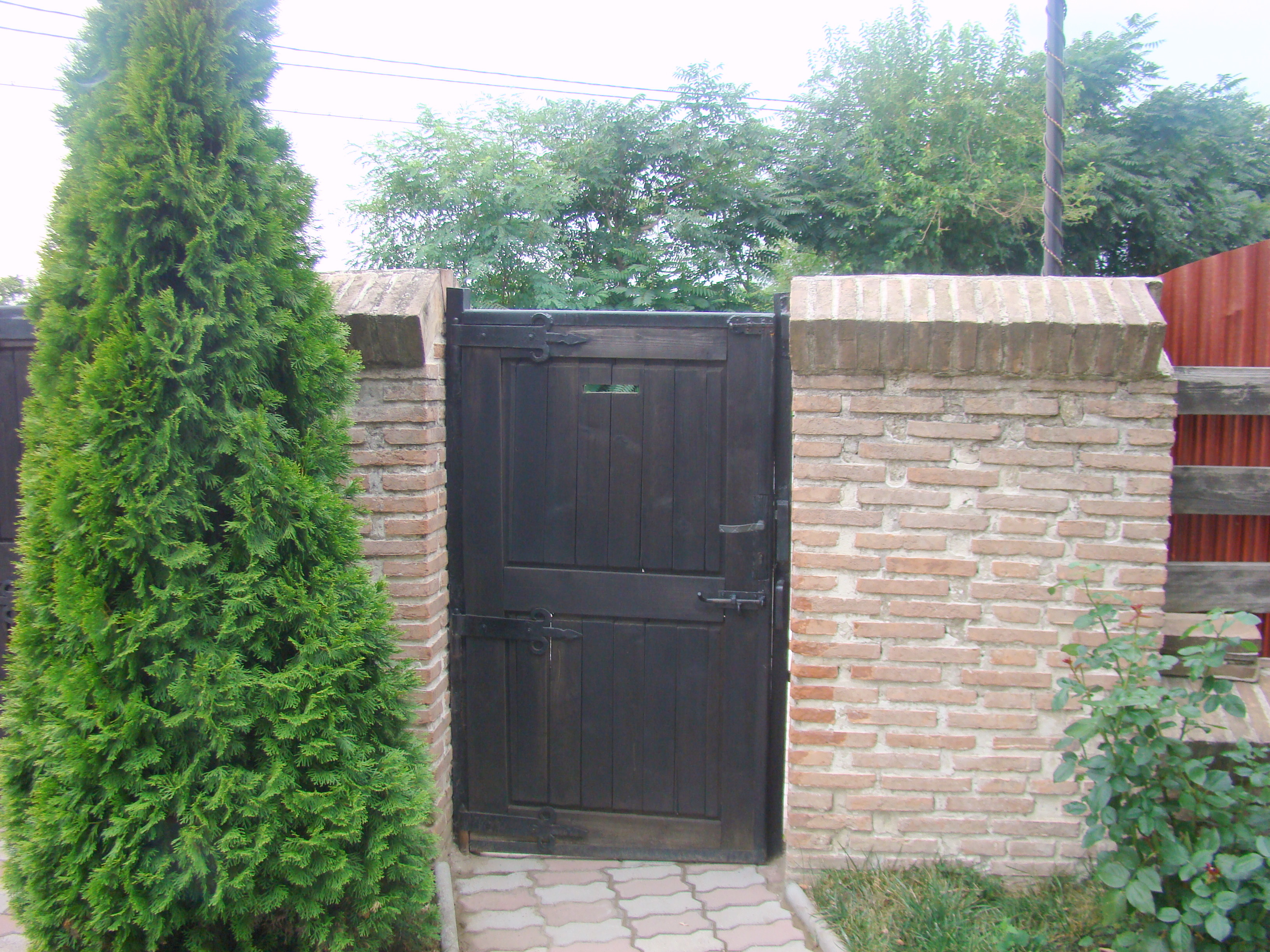

## Imagini din interior

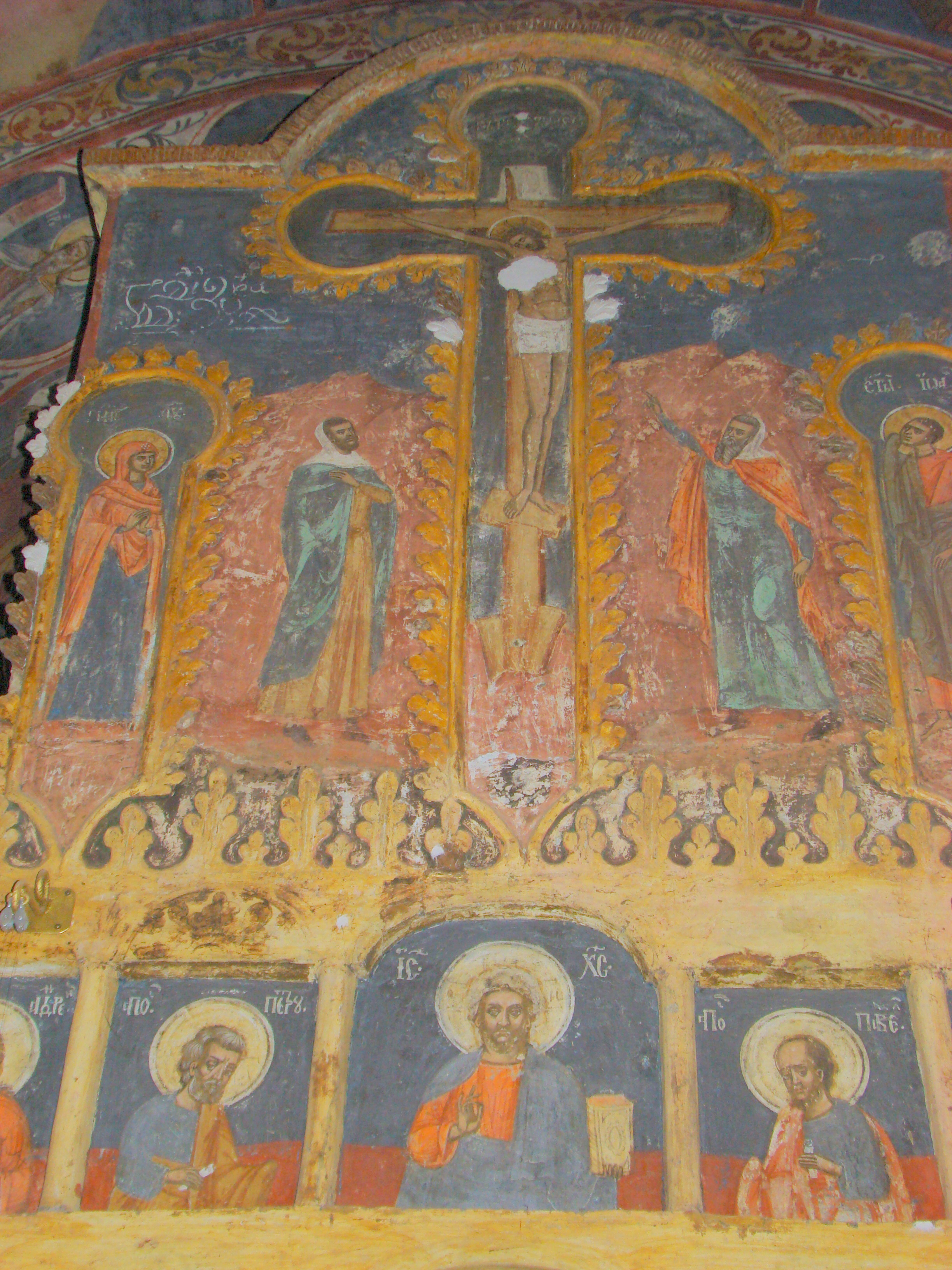
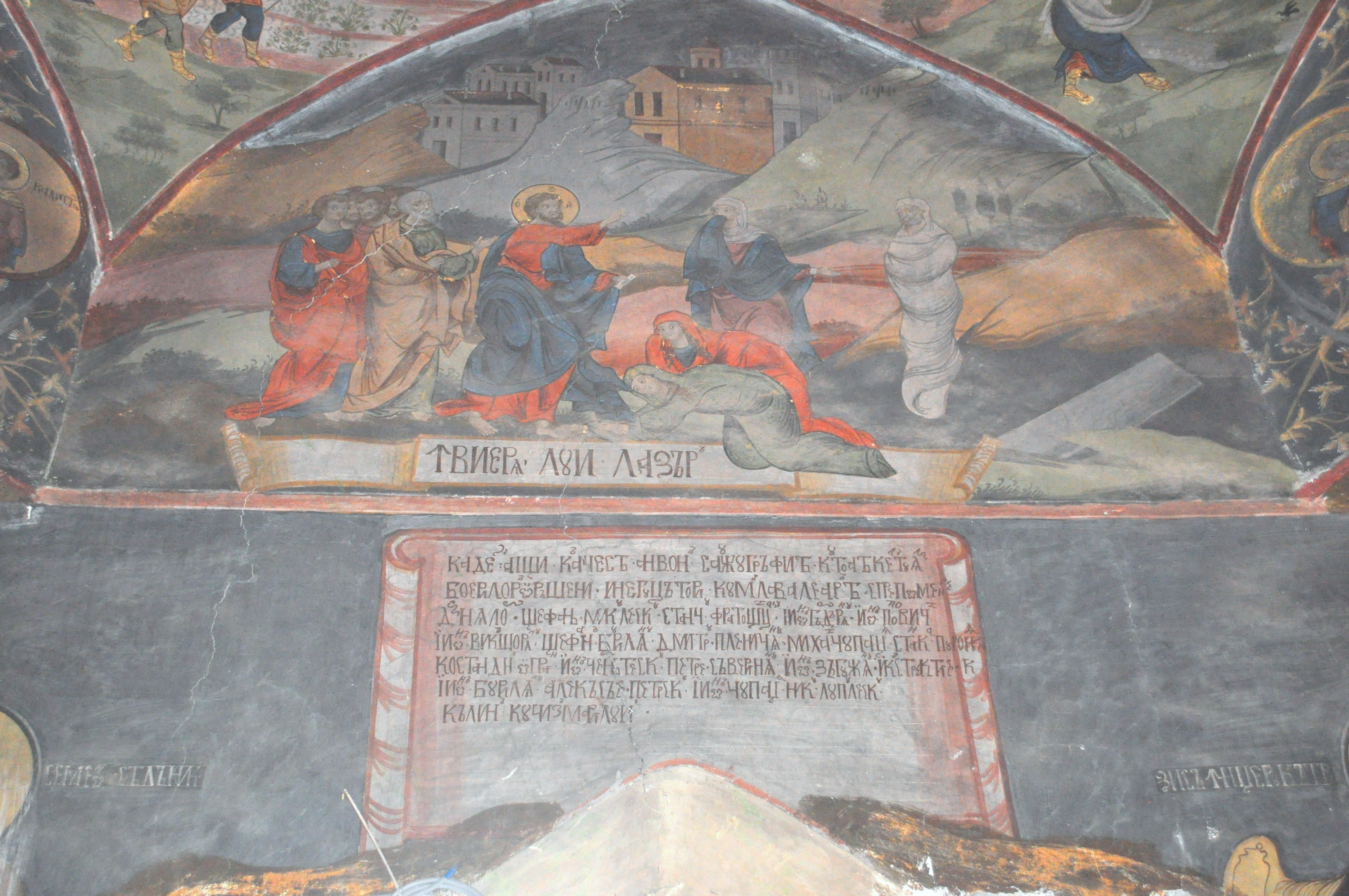
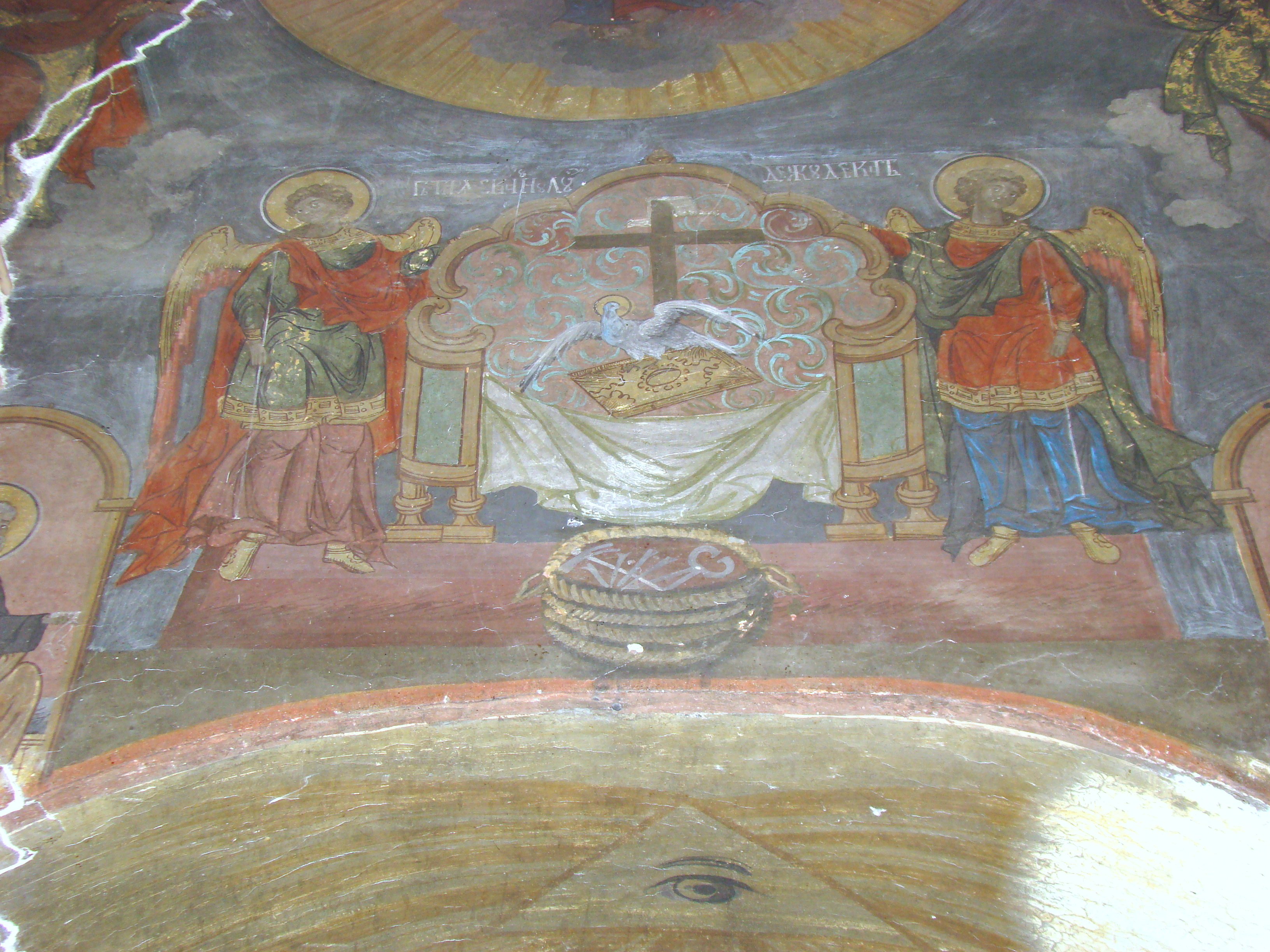
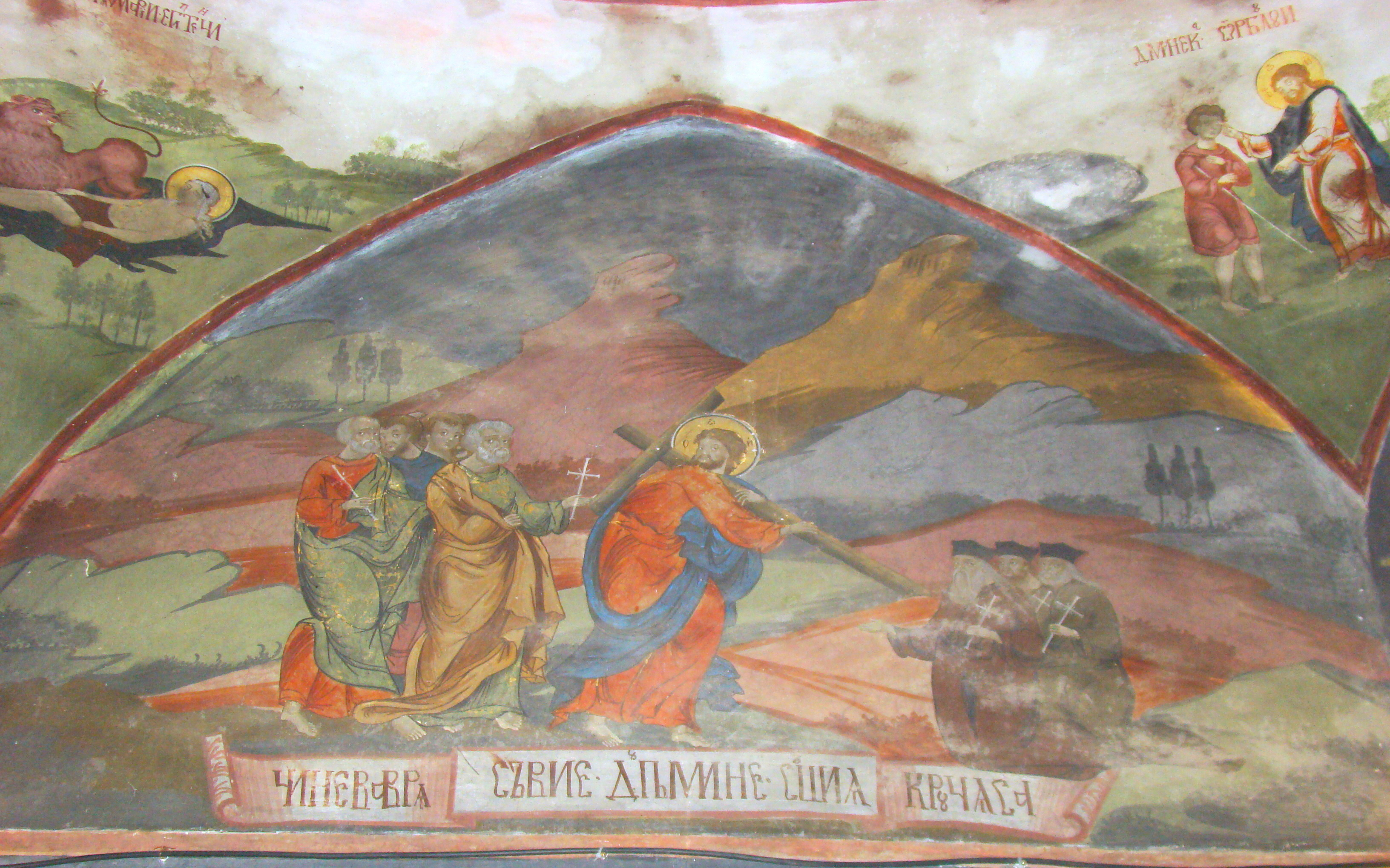
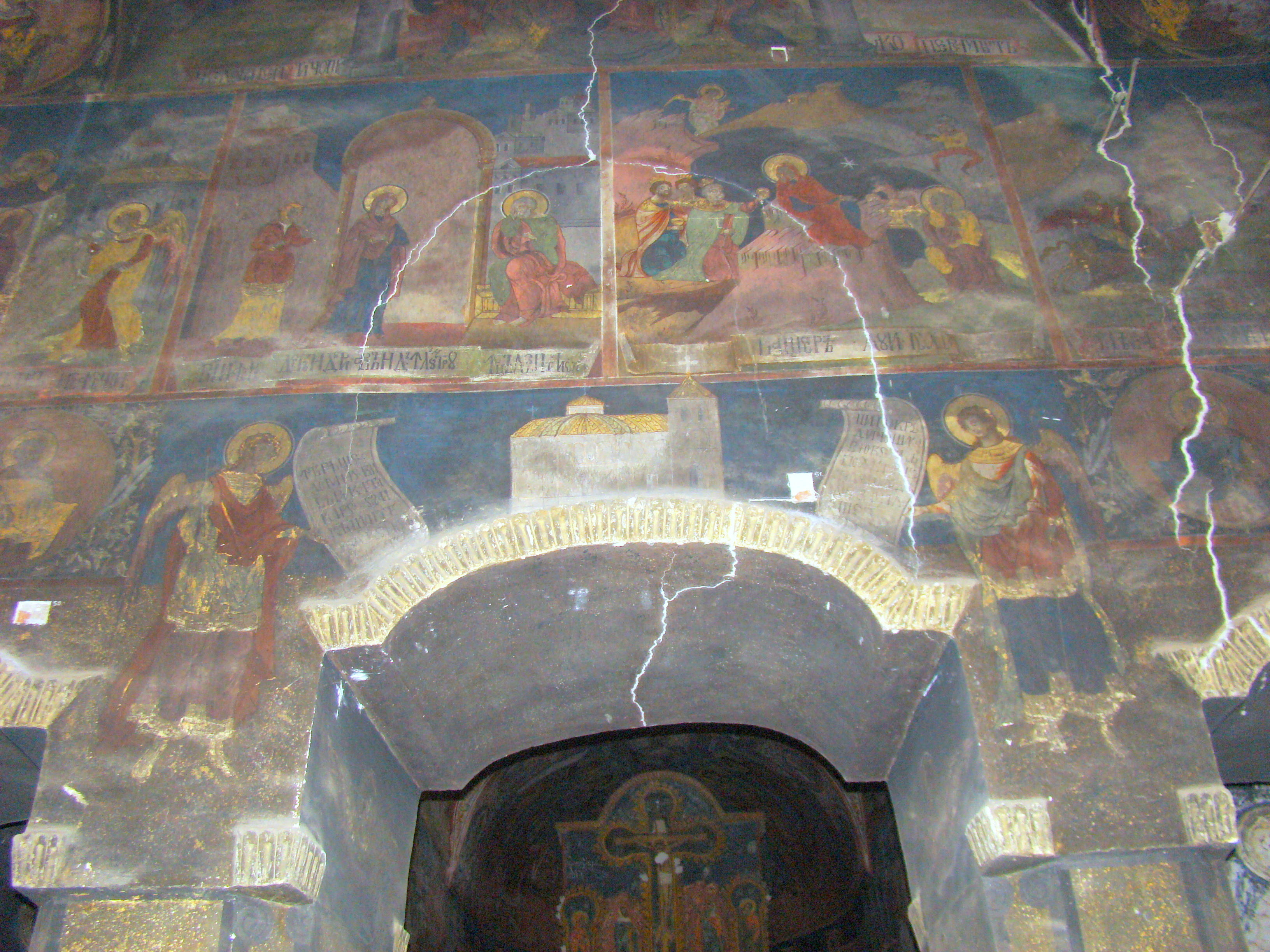
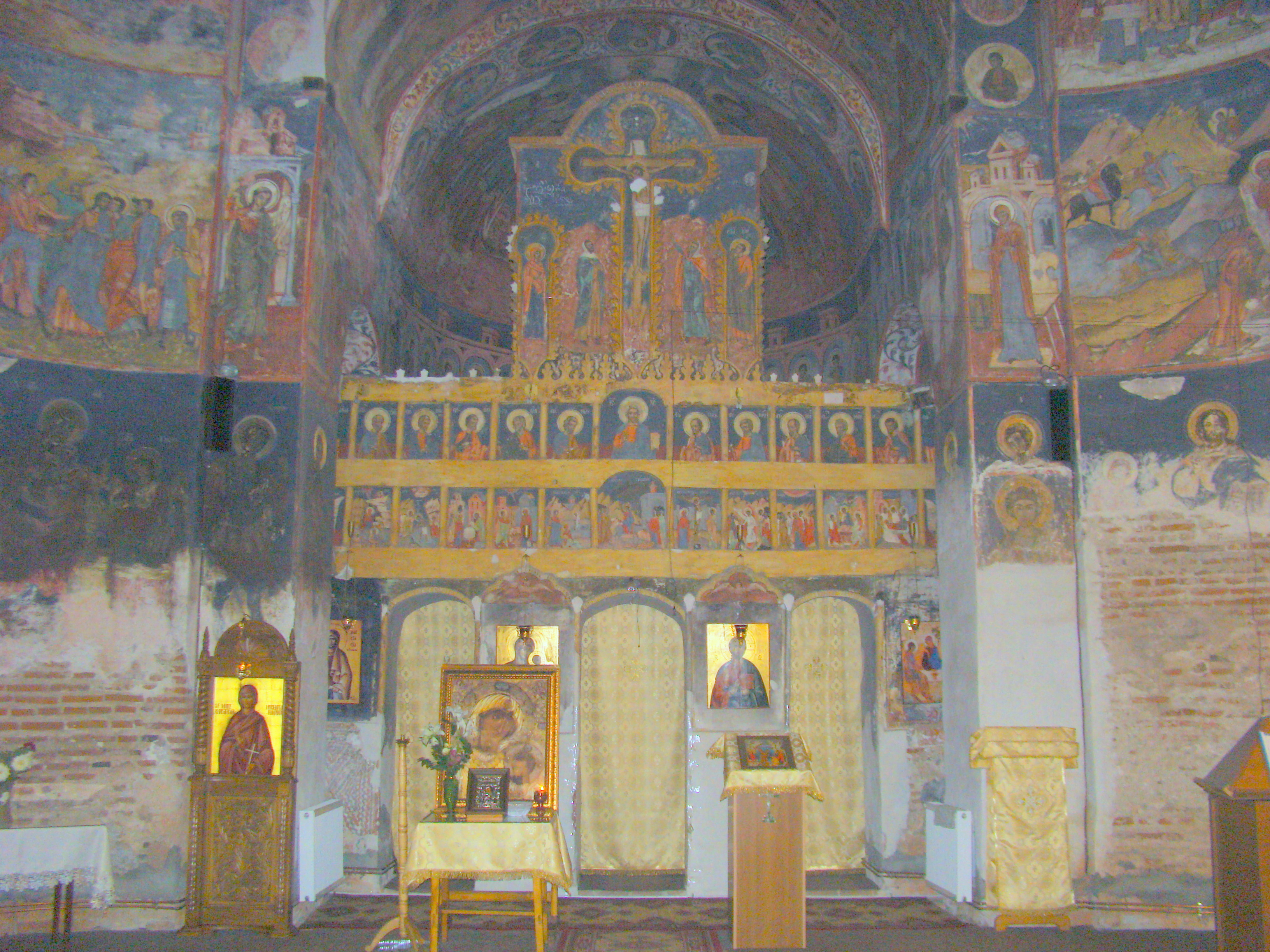
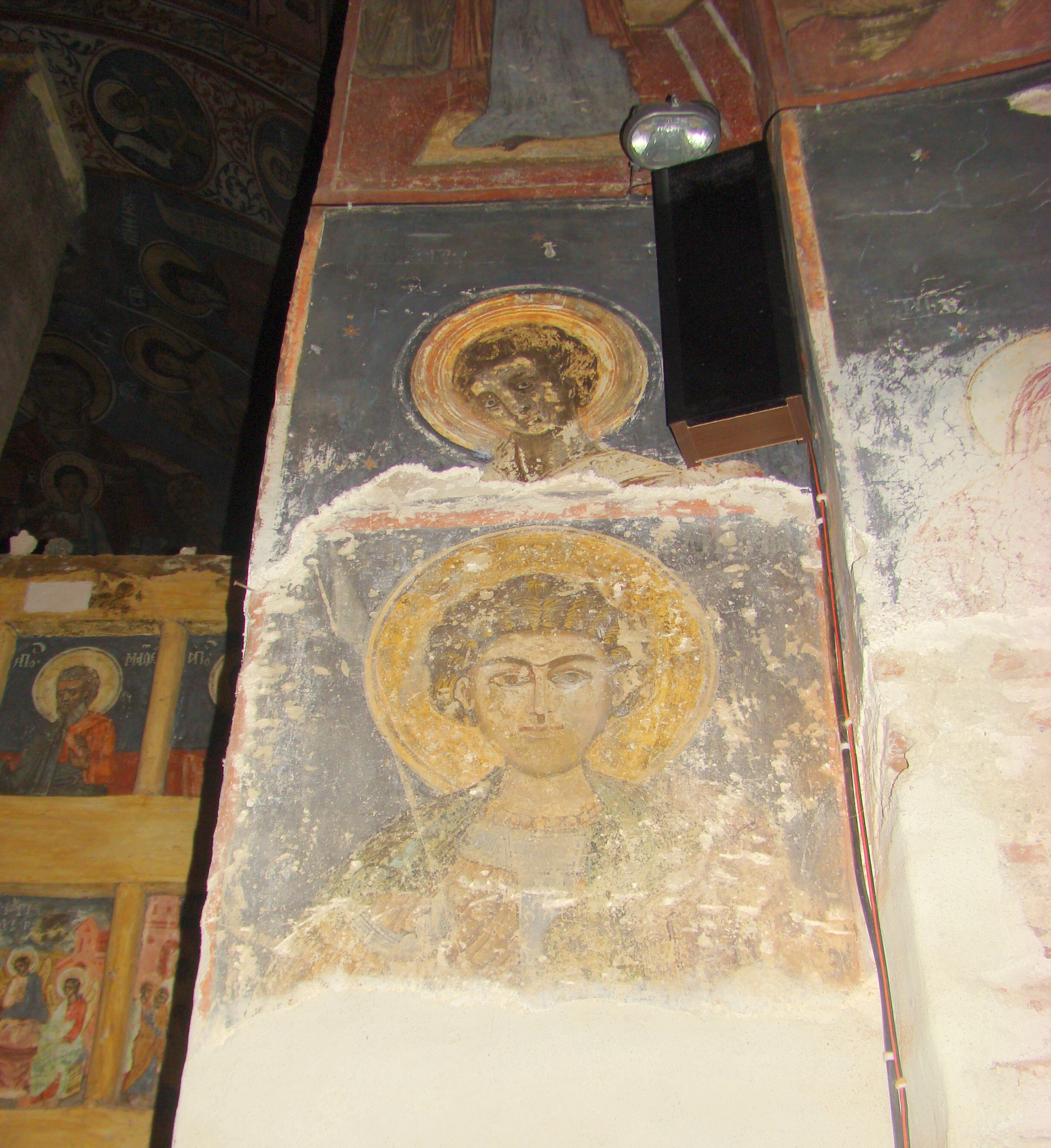
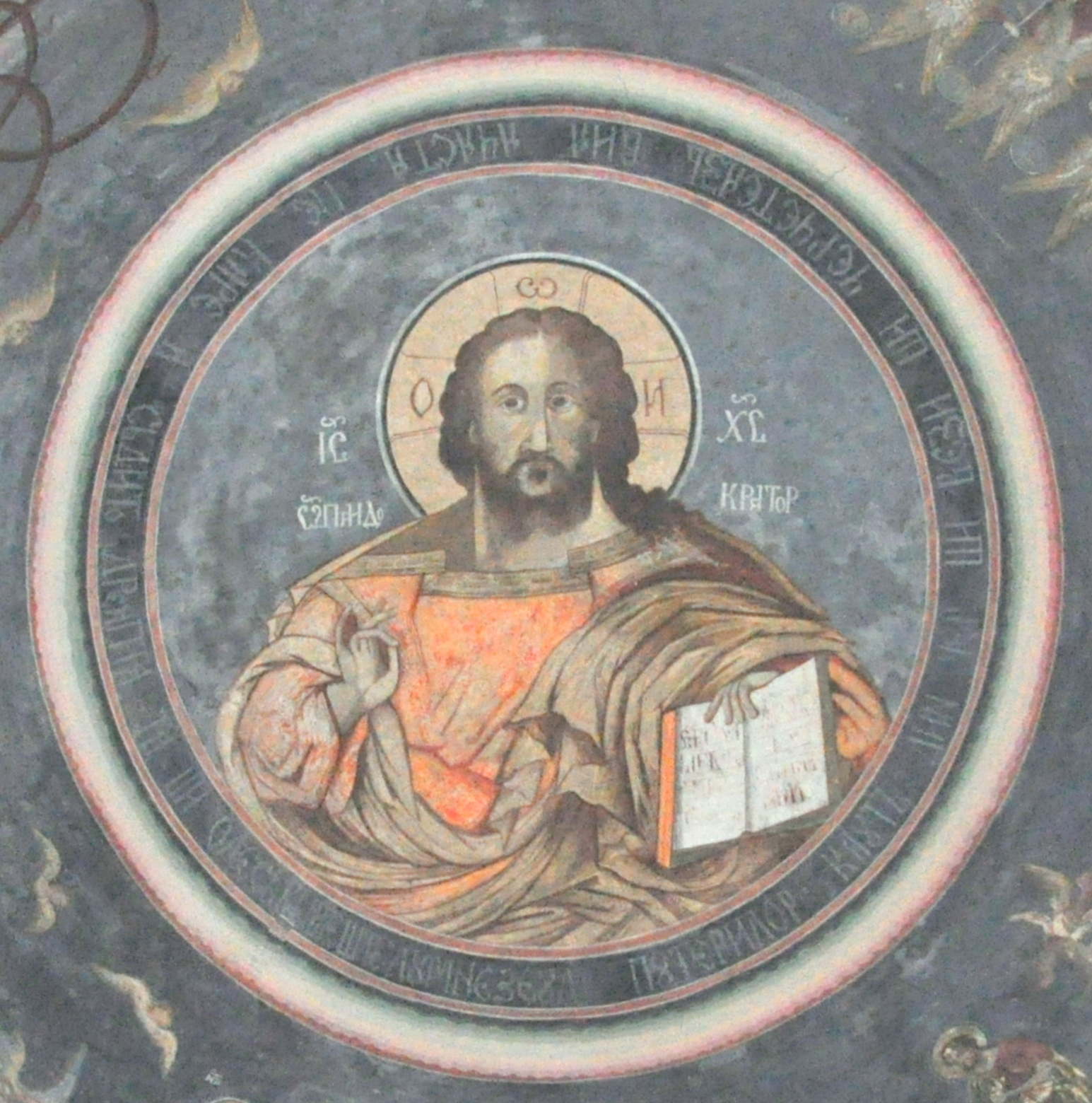
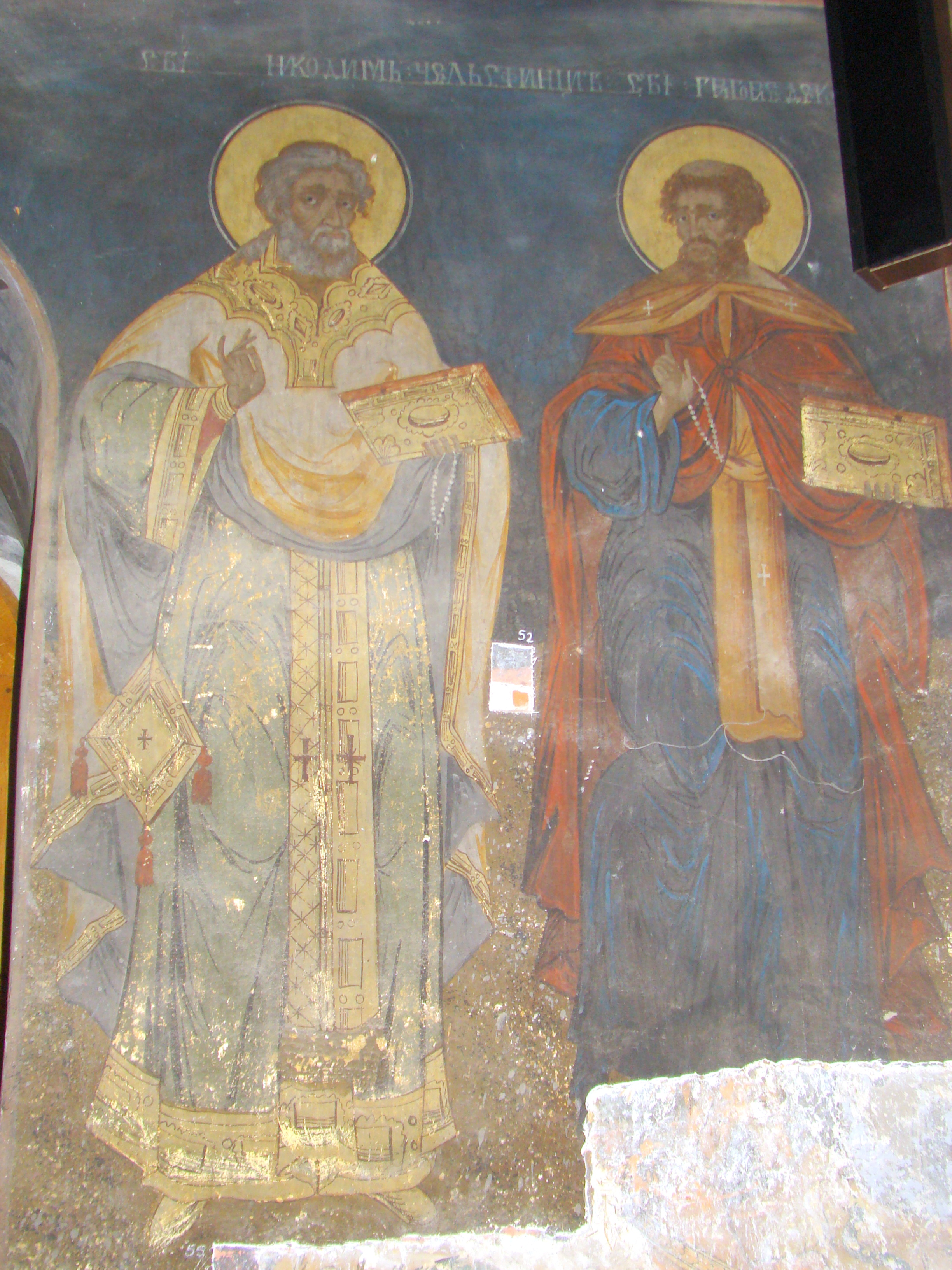
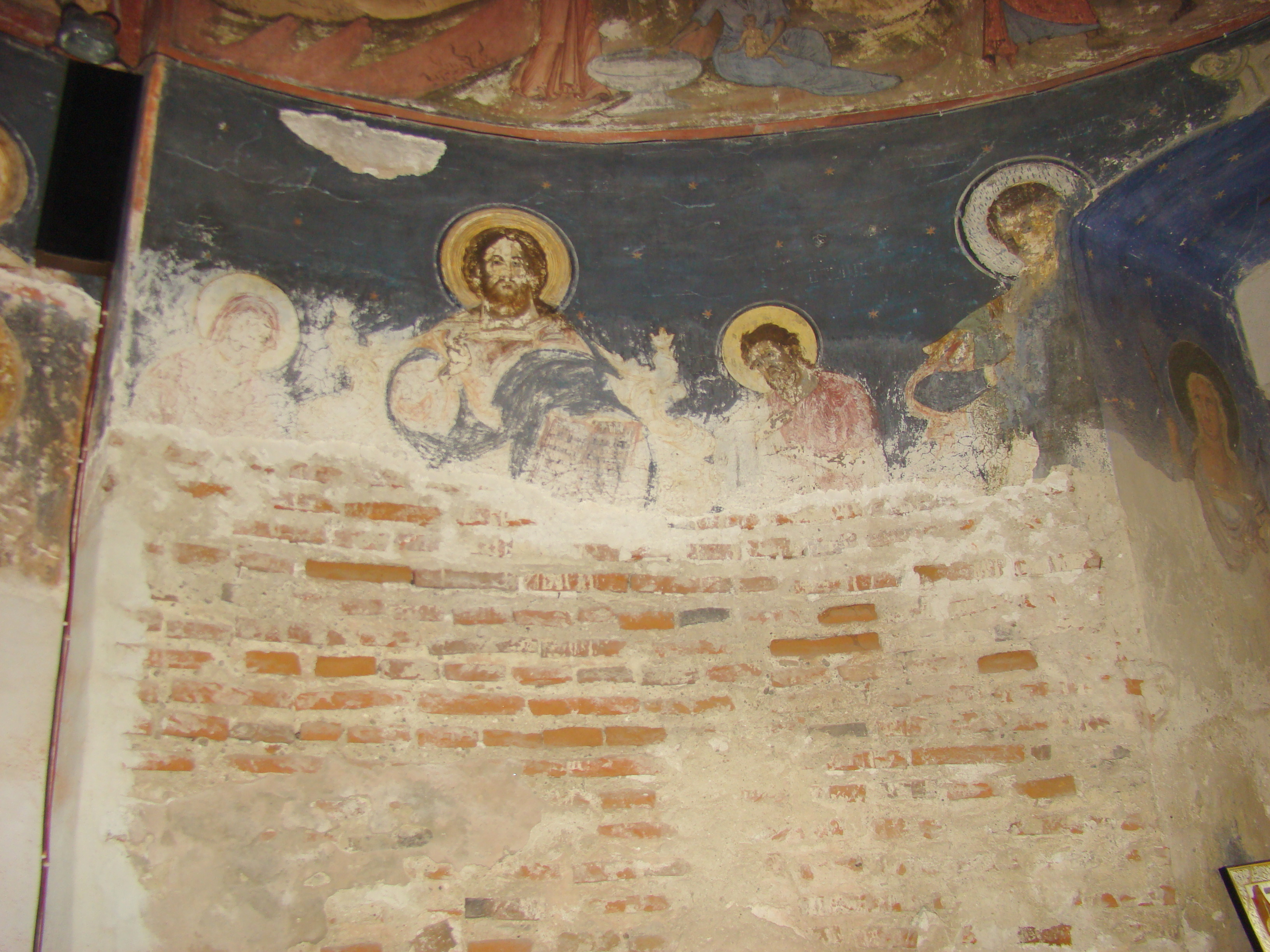
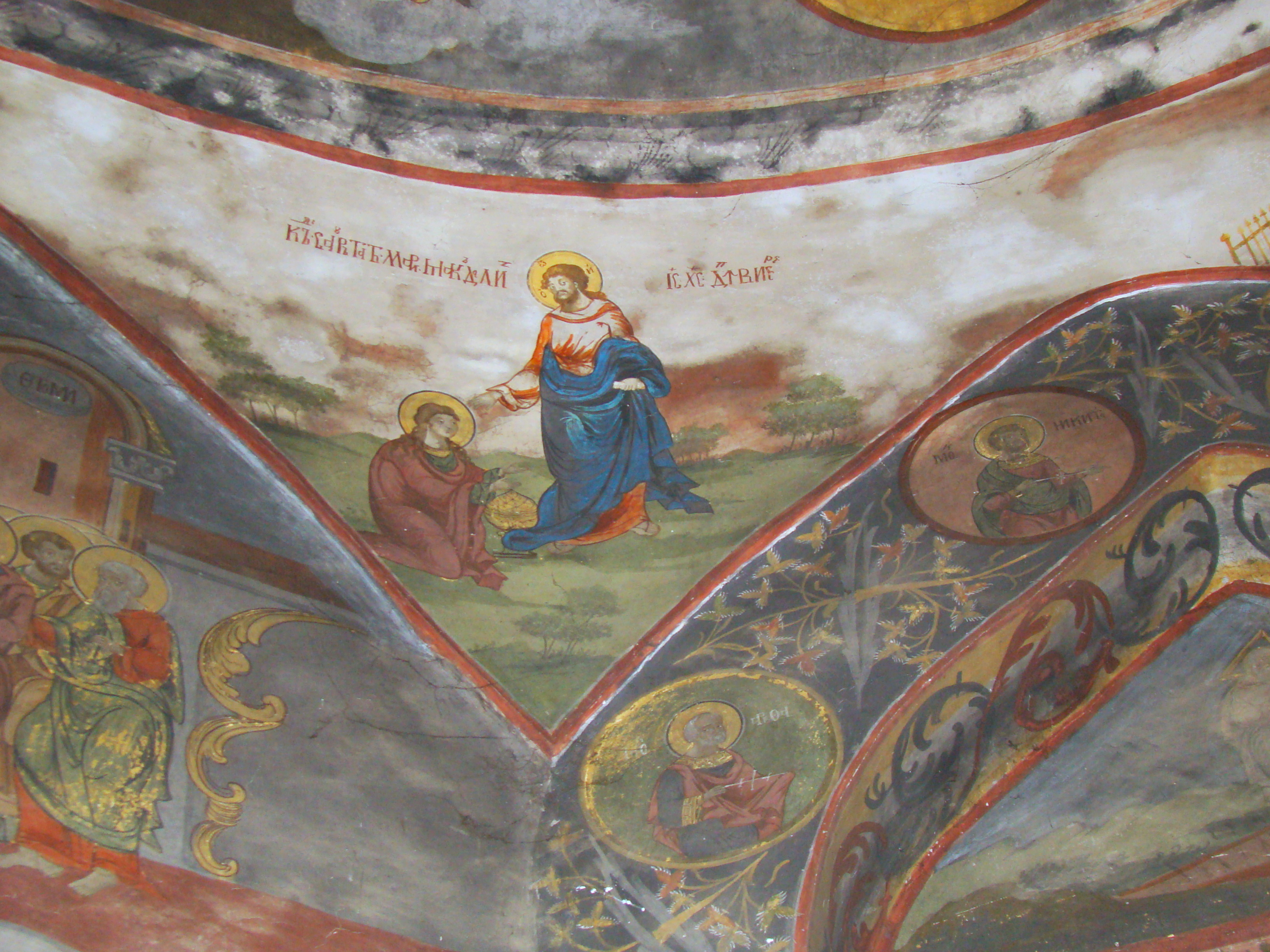
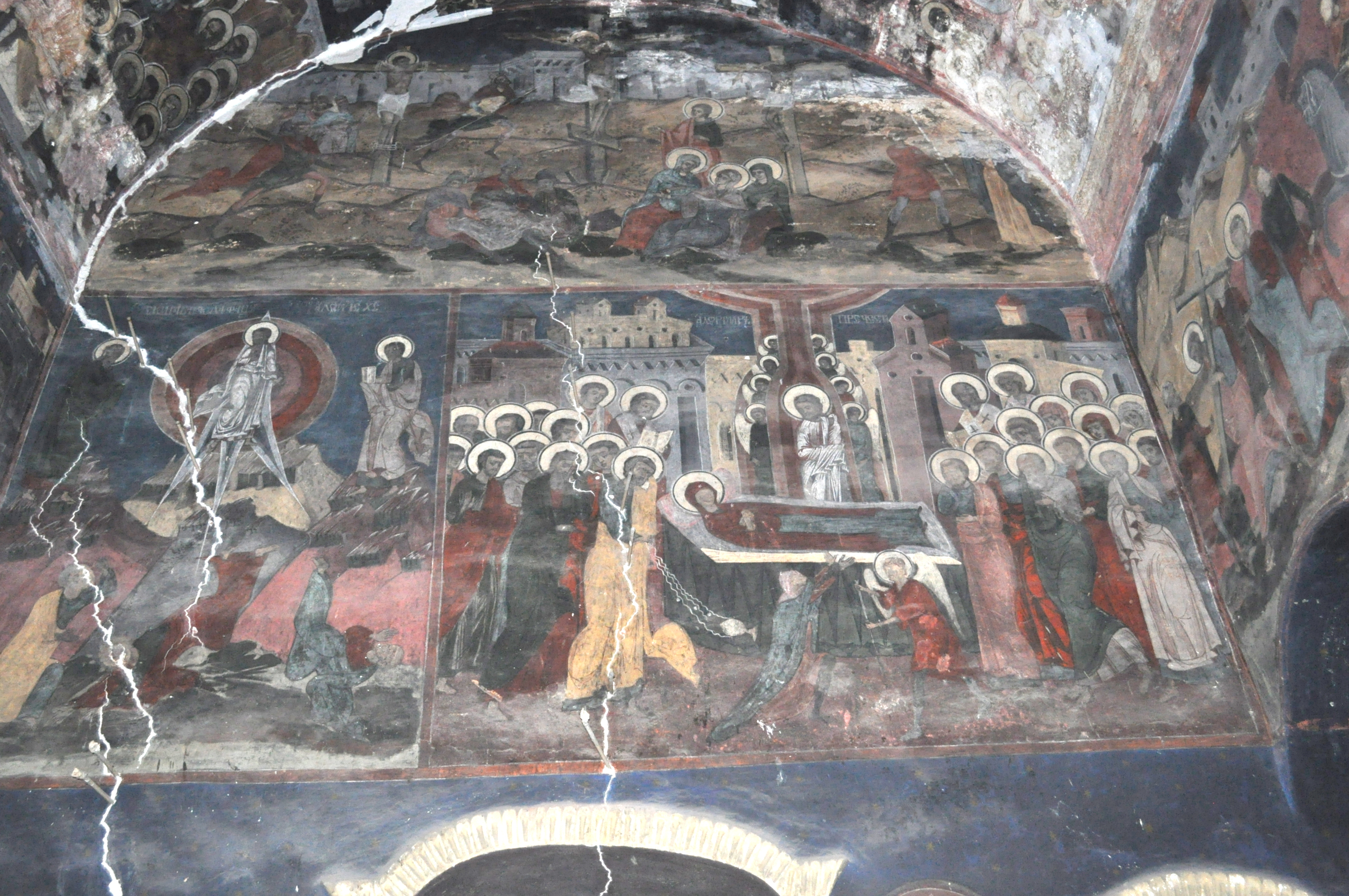
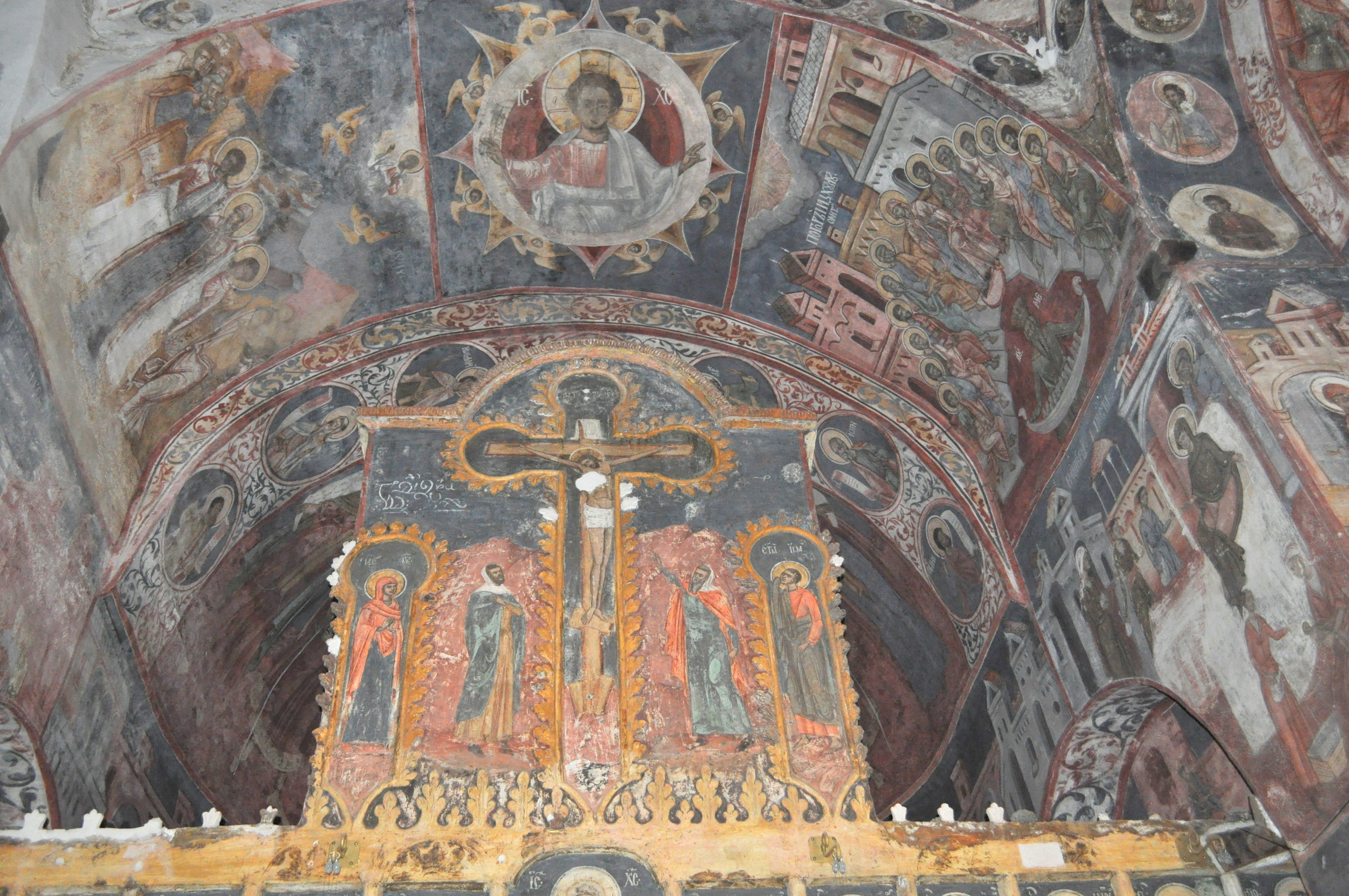